# Patrimonio Cultural Mueble de Alcalá de Henares

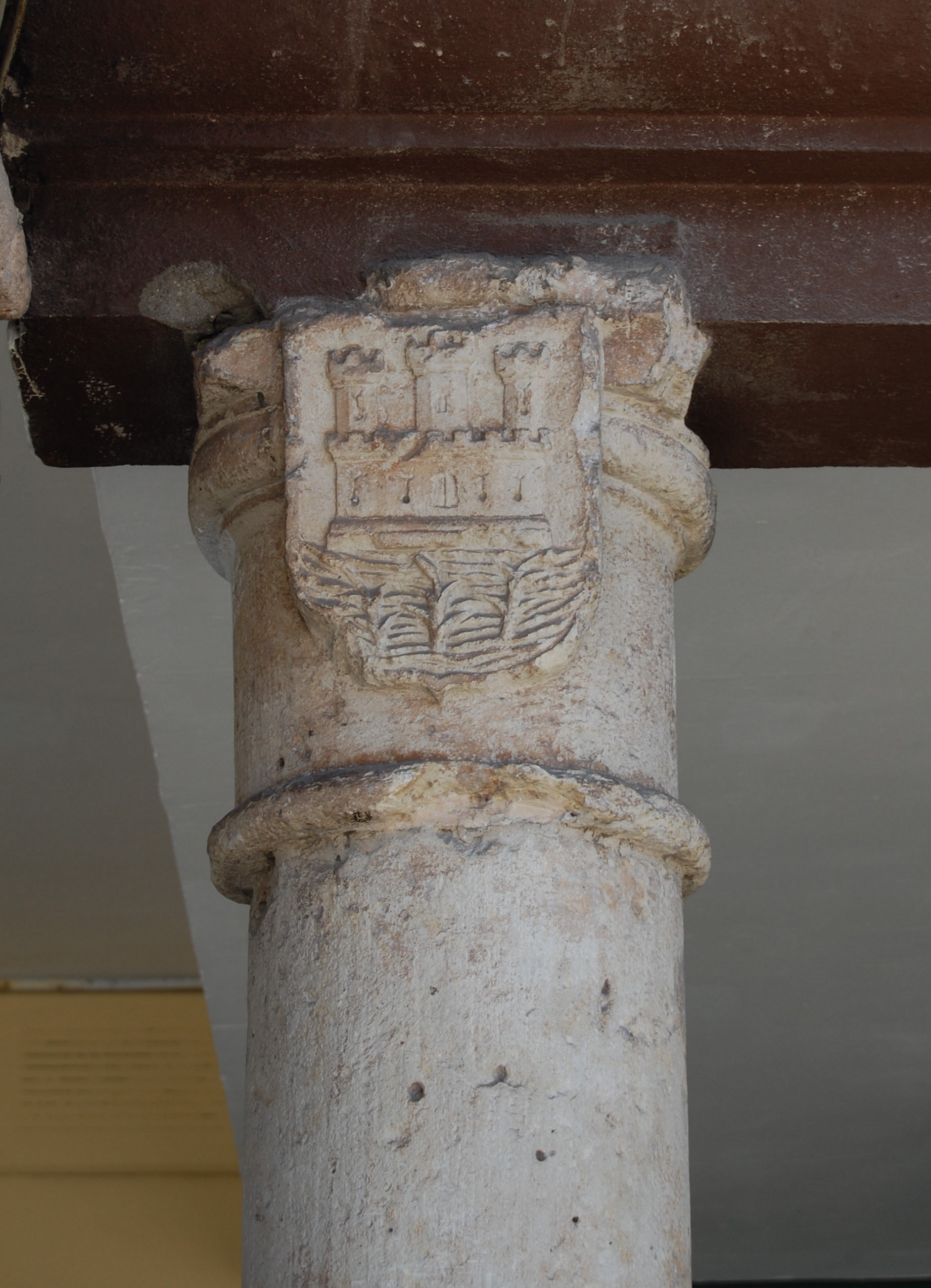
Escudo de Alcalá de Henares en 1609, en una columna de la antigua sede del Ayuntamiento en la plaza de Cervantes.

El Patrimonio cultural material mueble de Alcalá de Henares lo constituyen los objetos considerados de valor, que se pueden mover o trasladar sin perder su identidad, y reflejan la creación humana en la ciudad complutense. Como, por ejemplo: enseres, esculturas, libros, maquinaria, monedas, pinturas y objetos domésticos, rituales o de trabajo.
Alcalá de Henares atesora un singular patrimonio natural y cultural. El patrimonio cultural es el creado por los humanos, se clasifica en inmaterial y material. Y este último, a su vez, en inmueble y mueble. El patrimonio mueble incluye: bienes histórico-artísticos, colecciones científicas, obras de arte, patrimonio bibliográfico y documental. El Ayuntamiento de Alcalá de Henares ha creado un catálogo en el que tiene inventariados 1.586 bienes muebles en 2020. Este patrimonio mueble debe disponer de una "adecuada custodia, seguridad y divulgación".

## Concepto de patrimonio mueble
La UNESCO, en la Conferencia General de París de 28 de noviembre de 1978, definió los bienes culturales muebles como "todos los bienes amovibles que son la expresión o el testimonio de la creación humana o de la evolución de la naturaleza y que tienen un valor arqueológico, histórico, artístico, científico o técnico."
En particular los incluidos en las siguientes categorías: "el producto de las exploraciones y excavaciones arqueológicas, terrestres y subacuáticas; los objetos antiguos tales como instrumentos, alfarería, inscripciones, monedas, sellos, joyas, armas y restos funerarios, en especial las momias; los elementos procedentes del desmembramiento de monumentos históricos; los materiales de interés antropológico y etnológico; los bienes que se refieren a la historia, incluida la historia de las ciencias y las técnicas, la historia militar y social, así como la vida de los pueblos y de los dirigentes, pensadores, científicos y artistas nacionales y los acontecimientos de importancia nacional; los bienes de interés artístico; los manuscritos e incunables, códices, libros, documentos o publicaciones de interés especial; objetos de interés numismático o filatélico; los documentos de archivos; el mobiliario, los tapices, las alfombras, los trajes y los instrumentos musicales; los especímenes de zoología, de botánica y de geología."
La Ley de Patrimonio Histórico de España de 1985 no aporta una definición concreta, ya que engloba a muchos objetos artísticos y culturales en el concepto de patrimonio mueble.
Según el artículo 335 del Código Civil de España, se consideran "bienes muebles los susceptibles de apropiación que no sean considerados inmuebles, y en general todos los que se puedan transportar de un punto a otro sin menoscabo de la cosa inmueble a que estén unidos." Lo constituyen:
1. Obras de arte
2. Bienes histórico-artísticos
3. Patrimonio bibliográfico y documental
4. Colecciones científicas

Los bienes muebles pueden tener la declaración de Bien de Interés Cultural o haber sido incluidos en el Inventario General de Bienes Muebles. La codificación de los bienes muebles de España en dicho inventario es:
- A-I-M: Código de anotación preventiva en dicho Inventario
- I-M: Código de inclusión definitiva en dicho Inventario

## Dibujos y pinturas

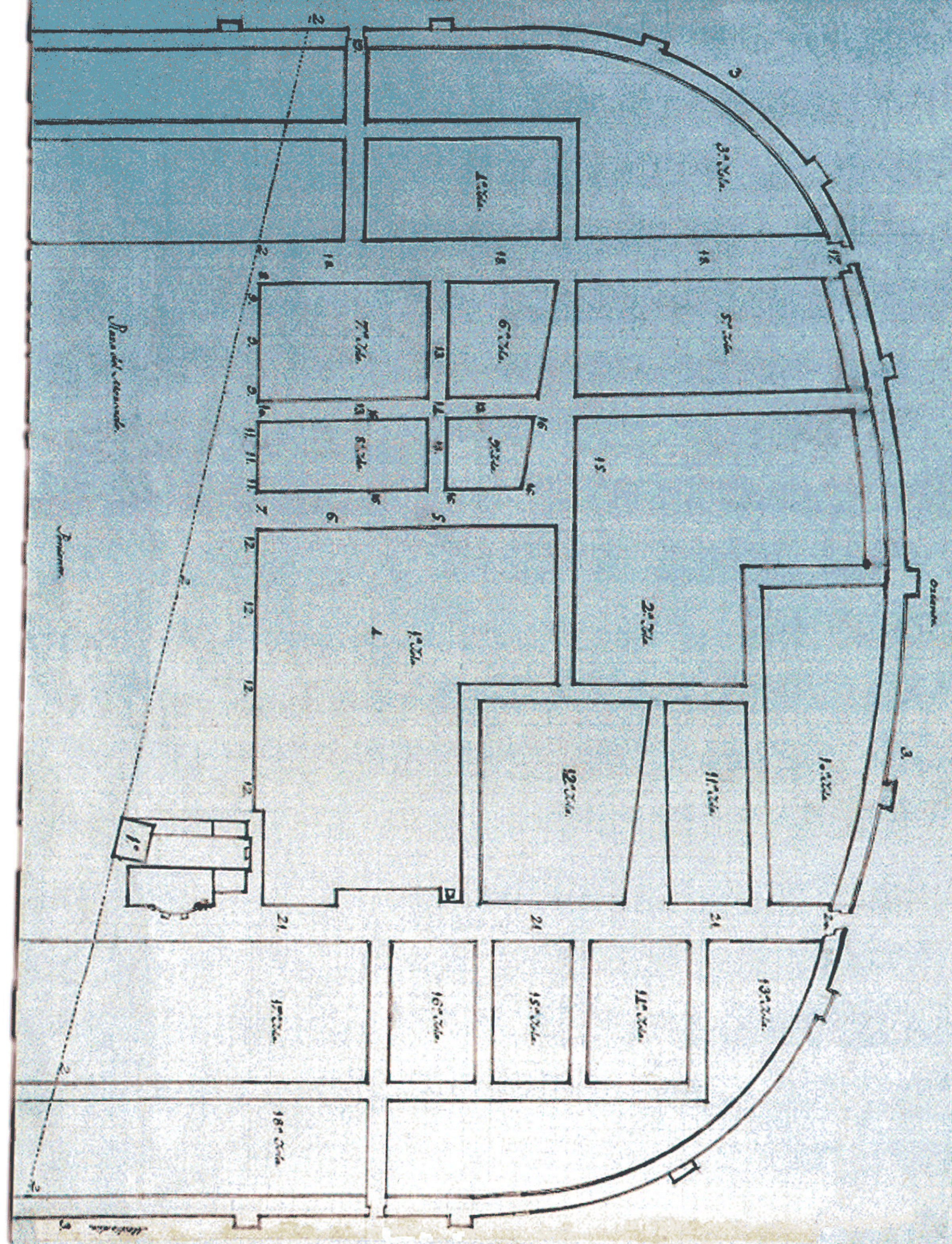
Plano del campus de la Universidad de Alcalá, según Ovando en 1564.

- Siglo XV: Virgen de la Leche

Tabla flamenca pintada al óleo, que representa a una virgen amamantando al niño Jesús. Procede del antiguo Hospital de Santa María La Rica.
- 1553: Cristo crucificado entre la imposición de la casulla a San Ildefonso y el Cardenal Cisneros

Realizado por Pedro de Castañeda (ca. 1500 – 1557) para el refectorio del Colegio Mayor de San Ildefonso. Óleo sobre lienzo, pegado en tabla, de 204 x 152 cm. Perteneciente a la Sociedad de Condueños de los edificios que fueron Universidad y expuesto en su museo.
- 1564: Plano de Juan de Ovando de la  Universidad de Alcalá

Plano urbano parcial (zona este) de Alcalá de Henares publicado en 1768, según la descripción de Juan de Ovando en 1564, en el que se enumera la distribución de las 18 "islas" (manzanas) en las que se estructuraba la ciudad universitaria diseñada ortogonalmente por Pedro Gumiel, a petición del Cardenal Cisneros. Constituye la primera planificación urbana de un campus universitario en la historia, por lo que en 1998 Alcalá de Henares fue reconocida como Ciudad Patrimonio de la Humanidad por la UNESCO.
- 1565: Dibujo panorámico de Alcalá de Wyngaerde

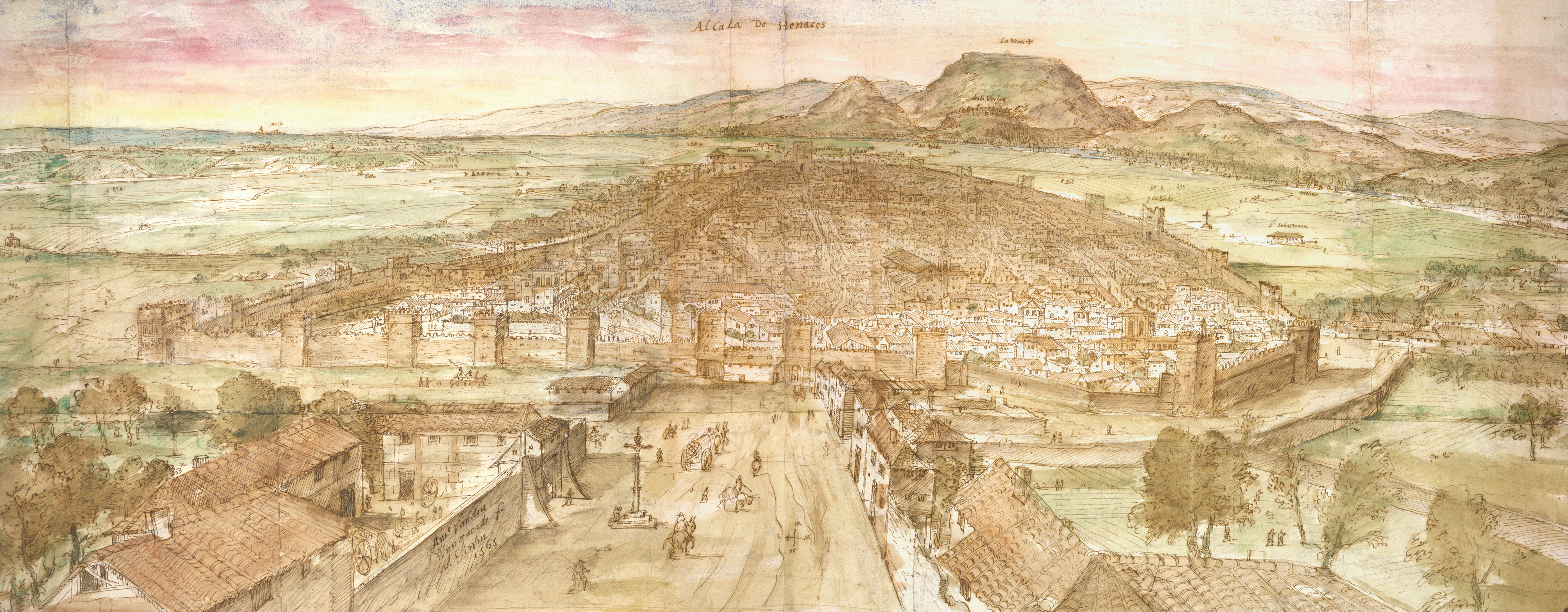
Vista de Alcalá, Wyngaerde 1565.

Es el primer dibujo de una vista panorámica detallada de Alcalá de Henares, realizado por el pintor flamenco Anton van den Wyngaerde en 1565. La acuarela original mide 42,33 cm por 16,83 cm. y está en la Biblioteca Nacional de Austria (Österreichische Nationalbibliothek). La imagen muestra la forma de la ciudad al principio de la Edad Moderna, con una morfología urbana, en parte radiocéntrica y en parte irregular. En primer término se aprecia el camino que conducía hacia la antigua Puerta de Madrid, un pequeño arrabal y la muralla que rodeaba toda la población. En el paisaje circundante se divisan los cerros, la vega del río Henares y las tierras de labranza.
- 1619-1620: Cuadros de Nardi en el convento de las Bernardas

Conjunto de veinte cuadros de temática religiosa que realizó el pintor italiano Angelo Nardi, entre 1619 y 1620, por encargo del Cardenal Sandoval y Rojas, arzobispo de Toledo y fundador del convento. Son pinturas sobre lienzo ubicadas en el altar mayor y en las capillas laterales de la iglesia del convento cirsterciense de San Bernardo de Alcalá de Henares. Estos cuadros forman parte del Museo de Arte Religioso, en ellos se observa la madurez artística de Nardi; sus figuras son monumentales, mezclando su formación toscana manierista con influencias de la Escuela veneciana. Además, a la altura de los altares que rodean el baldaquino, hay una serie de 14 pequeñas tablas pintadas al óleo por Angelo Nardi.
- 1892: Procesión de las Santas Formas

Félix Yuste (Alcalá de Henares, 1886-1950) óleo sobre lienzo, de 234 x 160 cm. Firmado en la parte inferior izquierda: Félix Yuste / Alcalá 1892. Expuesto en el Ayuntamiento de Alcalá de Henares.
Además de lo expuesto, existe una gran cantidad de pinturas y obras de arte mueble, de los siglos XVI al XVIII, que se hoy encuentran fuera de Alcalá. Pertenecieron en su origen a los conventos de religiosos y al patrimonio de la propia Universidad de Alcalá pero, como consecuencia del cierre de esta y de las desamortizaciones, fueron trasladados a Madrid. La pieza más emblemática es el relieve de alabastro policromado con el "retrato de perfil del Cardenal Cisneros" (1515-1518), tradicionalmente atribuido a Felipe Bigarny, que estaba en la Capilla de San Ildefonso y ahora pertenece a la Universidad Complutense de Madrid. Entre los cuadros destacan un "San Agustín entre Cristo y la Virgen María" de Rubens (ca. 1615),   procedente del Colegio Máximo de Jesuitas, que hoy está en la Real Academia de San Fernando; la serie de cuatro santos franciscanos pintada en 1658 por Alonso Cano y Zurbarán para el Monasterio de San Diego, que fueron a parar a la Basílica de San Francisco el Grande; y el "Triunfo de San Agustín" de Claudio Coello (1664) que se encontraba en el Convento de Agustinos Recoletos y ahora está en el Museo del Prado.

## Documentos

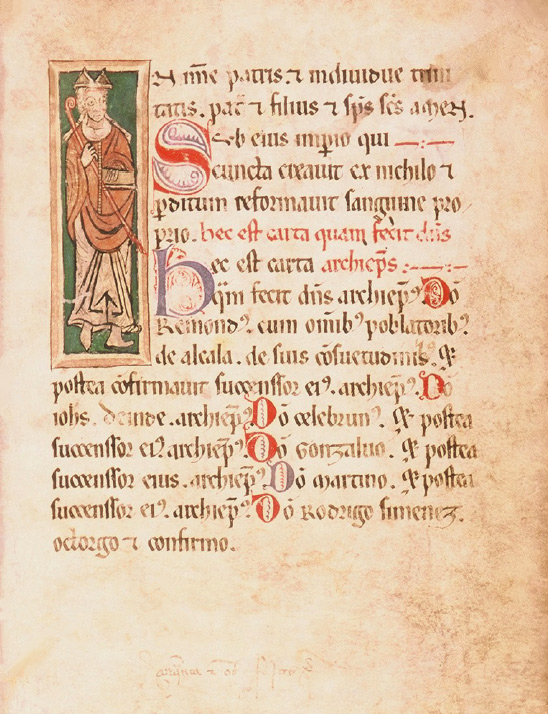
Fuero Viejo de Alcalá de Henares (Rodrigo Jiménez de Rada, 1235).

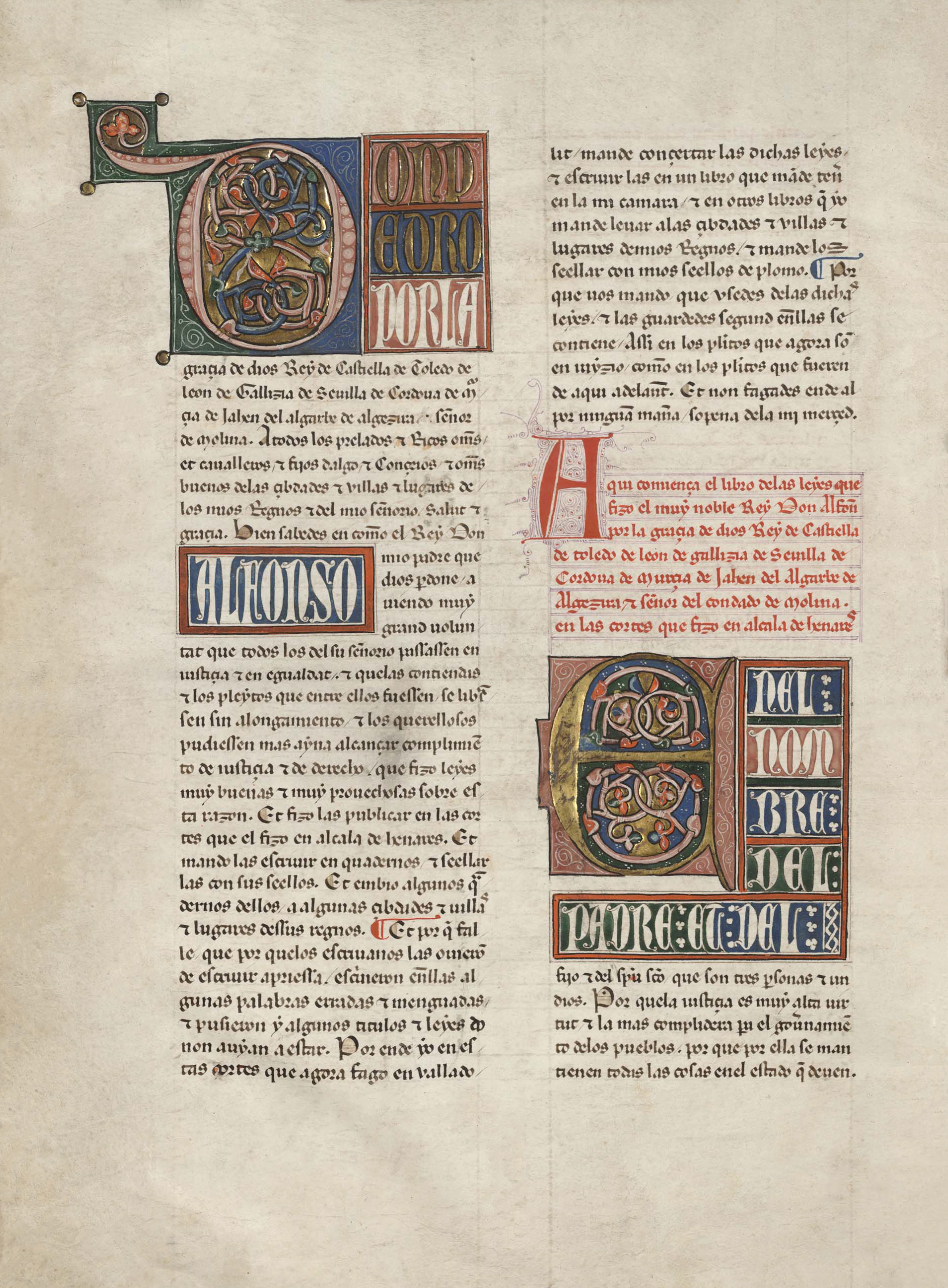
Primera página del Ordenamiento de Alcalá (Alfonso XI de Castilla, 1348).

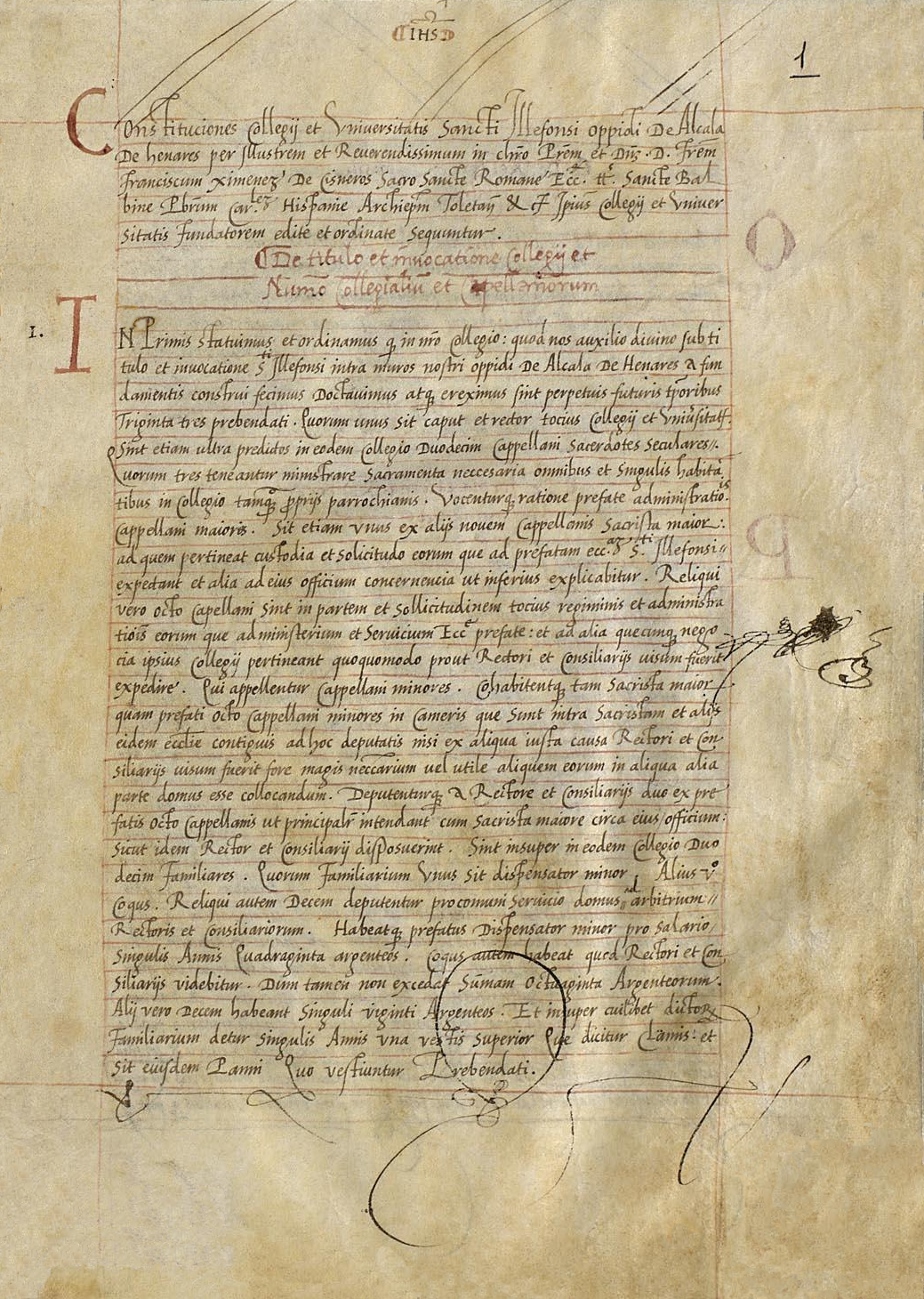
Constituciones del Colegio Mayor de San Ildefonso (Cardenal Cisneros, 1510).

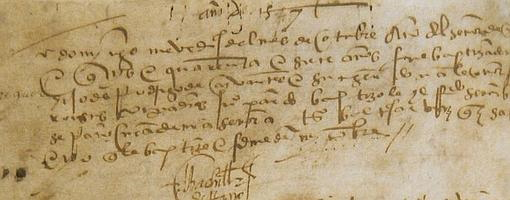
Partida de bautismo de Miguel de Cervantes (Alcalá de Henares, 09/10/1547).

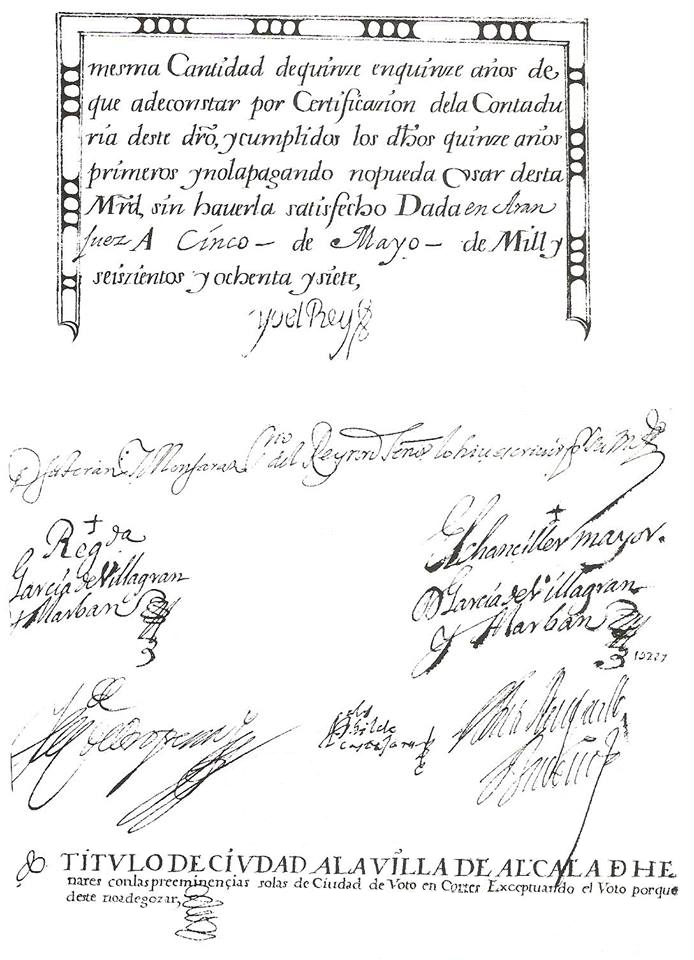
Carlos II concede el título de "Ciudad" a Alcalá de Henares (05/05/1687).

- 74: Concesión del título de municipio romano

El emperador Vespasiano mediante un edicto le concede a Complutum el título de municipium, de ciudad privilegiada, en el año 74 d. C.
- 1129: Alfonso VII otorga las tierras complutenses al Arzobispado de Toledo

El 10 de febrero de 1129, el rey Alfonso VII otorgó Alcalá y su Tierra (constituidos como concejo y alfoz) al arzobispo de Toledo, Raimundo de Sauvetat (1124?-1152), en agradecimiento por los servicios prestados en la reconquista frente a los musulmanes, convirtiéndolo en el primer señor de Alcalá. Esta relación con los arzobispos toledanos se mantuvo hasta el siglo XIX; señores eclesiásticos que construyeron un palacio donde residieron con frecuencia.
- 1235: Fuero Viejo de Alcalá de Henares, promulgado por Rodrigo Jiménez de Rada

Promulgado hacia 1235 por Rodrigo Jiménez de Rada. Sobre pergamino de 302 x 193 mm. Consta de 304 artículos, redactados en letra de tipo gótica libraria o textualis. El texto se inicia con la letra “I” (de In Nomine Patris…) habitada por un arzobispo mitrado, que sostiene un báculo en la mano derecha y un libro en la izquierda.
- 1293: Sancho IV otorga Estudios Generales

El rey Sancho IV de Castilla en un documento signado en la ciudad de Valladolid, a 20 de mayo de 1293, otorgó al arzobispo toledano García Gudiel los privilegios fundacionales del Estudio General (Studium Generale) de Alcalá de Henares, "con las mismas franquezas para los maestros y escolares, que estaban concedidas al Estudio General de Valladolid".
- 1308: Tratado de Alcalá

El tratado de Alcalá fue un acuerdo rubricado el 19 de diciembre de 1308 en el Palacio arzobispal de Alcalá de Henares, entre el rey Fernando IV de Castilla y los embajadores Bernaldo de Sarriá y Gonzalo García, en representación del monarca Jaime II de Aragón. Mediante este tratado se acordó iniciar la guerra contra el reino de Granada el 24 de junio de 1309, y los reyes cristianos se comprometieron a no firmar una paz por separado con el monarca granadino.
- 1348: Ordenamiento de Alcalá

El rey Alfonso XI de Castilla promulgó el Ordenamiento de Alcalá en 1348. Publicado en 41 hojas de pergamino de 325 x 255 x 20 mm. Consta de 125 leyes, agrupadas en 32 títulos, que recogen varias textos legislativos cada uno. Sirvió para homogeneizar y sistematizar algunas disposiciones jurídicas medievales, y establecer la primacía en el orden de prelación del derecho real sobre cualquier otra norma de carácter territorial o local.
- 1499: Alejandro VI autoriza la fundación de un Colegio universitario en Alcalá

Son tres cartas buladas del papa Alejandro VI, fechadas el 13 de abril de 1499, a petición del cardenal Cisneros. Representa la fecha de inicio legal de la Universidad de Alcalá. Gracias a esta bula, el cardenal pudo fundar la institución, dotarla de todos los bienes materiales y económicos necesarios, y le confirió oficialidad a los títulos expedidos por la Universidad.
- 1509: Fuero Nuevo de Alcalá de Henares, concedido por el cardenal Cisneros

Manuscrito redactado en castellano que contiene el Fuero concedido a la villa de Alcalá por Fray Francisco Ximenez de Cisneros. Fechado el 6 de febrero de 1509. Consta de 142 capítulos.
- 1510: Constituciones de la Universidad de Alcalá

El Cardenal Cisneros promulgó, el 22 de enero de 1510, las constituciones en latín del Colegio Mayor de San Ildefonso de la Universidad de Alcalá. El documento original es un manuscrito en pergamino de 210 mm de ancho por 305 mm de alto. "En ellas se recogen setenta y dos constituciones o títulos en los que se ordena con todo género de detalles la composición social y peculiaridades de los habitantes del Colegio, los órganos de gobierno que los regían, la vida colegial con todo género de matices, el plan de estudios de la Universidad y el régimen académico. Las relaciones de ésta con el Colegio y el muestrario de penalizaciones a las posibles desviaciones de la norma establecida."
- 1547: Partida de bautismo de Miguel de Cervantes

Miguel de Cervantes fue bautizado el 9 de octubre de 1547 en la antigua Iglesia de Santa María de Alcalá de Henares. Una copia facsímil del libro de bautismos se expone en la Capilla del Oidor, así como reproducciones de las de cuatro de sus hermanos (Andrés, Andrea, Luisa y Rodrigo), igualmente bautizados en esta parroquia. El libro original se conserva en el Ayuntamiento de Alcalá de Henares, aunque cada año, el 9 de octubre, es traslada a la antigua Capilla del Oidor para exponerla en público. En el texto se lee: «domingo nueve días del mes de octubre Año del señor de mil e quinientos e quarenta e siete años fué baptizado miguel hijo de Rodrigo de cervantes a su muger doñar leonor, fueron sus conpadres Juan pardo baptizole el revedendo señor bachiller serrano cura de ntra señora, taso baltasar vazquez sacristan e yo que le baptize e firme de mi nombre. El bachiller serrano».
- 1687: Carlos II concede el título de "Ciudad"

Carta manuscrita firmada por el rey Carlos II por la que se concede a la villa de Alcalá de Henares el título de "Ciudad"; en Aranjuez, el 5 de mayo de 1687. Tras mucho empeño y el pago de cinco mil ducados, Diego de Torres de la Caballería y Diego de Anchia, junto con otros nobles comisionados por el Ayuntamiento complutense, convencieron al rey Carlos II que firmara la concesión de este título. En esa época era un importante prestigio, por los privilegios y honores que implicaba. Alcalá fue la primera en la provincia de Madrid en conseguirlo, y sólo otras dos poblaciones más lo obtuvieron: Chinchón en 1916 y Colmenar de Oreja en 1922.
- 1753: Catastro de Ensenada

Registro manuscrito, firmado el 20 de mayo de 1753 por el Ayuntamiento de Alcalá de Henares, en el que se responde al interrogatorio de cuarenta preguntas del Catastro de Ensenada. Documento de 301 páginas que informa sobre la economía, la sociedad, la práctica del régimen señorial e incluso sobre el estado del medio ambiente.
- 1836: Cierre de la Universidad de Alcalá

Tras años de decadencia y con una disminución progresiva de alumnos, las instalaciones universitarias de Alcalá de Henares fueron clausuradas. La institución (profesores y estudiantes) se "trasladó" a Madrid entre 1836 y 1837, donde se incorporó a la Universidad de Madrid, fundada previamente en 1822. También trasladaron a la Universidad de Madrid los Reales Estudios de San Isidro y el Real Museo de Ciencias Naturales de Madrid.
- 1851: Estatutos de la Sociedad de Condueños

El 12 de enero de 1851 se constituyó legalmente la "Sociedad de Condueños de los Edificios que fueron Universidad". Fue la primera sociedad filantrópica privada que se creó en España para salvar y conservar un patrimonio artístico, el de la Universidad de Alcalá. En 1836, se decretó el traslado de la Universidad de Alcalá a Madrid, y sus edificios, en virtud de las leyes desamortizadoras, fueron vendidos por el Gobierno a particulares. Los edificios sufrieron deterioro y mutilaciones, lo que originó en 1850 un movimiento vecinal que recogió fondos para adquirir la Manzana Fundacional Cisneriana de la Universidad de Alcalá, salvándola del progresivo expolio y manteniéndola integra hasta nuestros días.
- 1968: Alcalá de Henares declarada "Conjunto Histórico Artístico"

En los años cincuenta y sobre todo los sesenta, con el desarrollismo urbanístico, se empiezan a destruir elementos del patrimonio inmueble complutense, y "para que se conserve en su propio ambiente y sin menoscabo ni modificaciones que lo perjudiquen, se hace necesario ponerlo bajo la protección estatal mediante la oportuna declaración." Decreto 1284/1968 por el que se declara Conjunto Histórico Artístico a la ciudad de Alcalá de Henares.
- 1977: Refundación de la Universidad de Alcalá

Durante 1975 se establecieron en Alcalá algunas facultades dependientes de la Universidad Complutense de Madrid, con el objeto de descongestionarla. En 1977, se fundó, a partir de dichos centros, la «nueva Universidad de Madrid con sede en Alcalá de Henares». En 1981, con motivo de la sanción legal del escudo y del lema, se reconoció la denominación «Universidad de Alcalá de Henares». El 5 de noviembre de 1996 se recuperó la denominación «Universidad de Alcalá».
- 1985: Convenio Multidepartamental de Alcalá de Henares

El Convenio Multidepartamental de Alcalá de Henares, para el desarrollo del proyecto universitario y para la recuperación del patrimonio histórico de Alcalá de Henares, se firmó el 31 de enero de 1985. En este convenio participaron las administraciones central, autónoma, provincial, local y universitaria, permitiendo reorientar el futuro de la ciudad y rehabilitar sus edificios históricos para actividades universitarias.
- 1998: Alcalá ciudad Patrimonio de la Humanidad

La ciudad de Alcalá de Henares fue declarada Patrimonio de la Humanidad por la UNESCO el 2 de diciembre de 1998, incluyendo la "Universidad y Recinto Histórico de Alcalá de Henares" en la lista del Patrimonio Mundial. Este reconocimiento de la UNESCO no solo se refiere al patrimonio histórico y artístico que atesora la ciudad complutense, sino también, a la trascendente aportación de Alcalá a la cultura universal especialmente en los siglos XVI y XVII.

## Esculturas

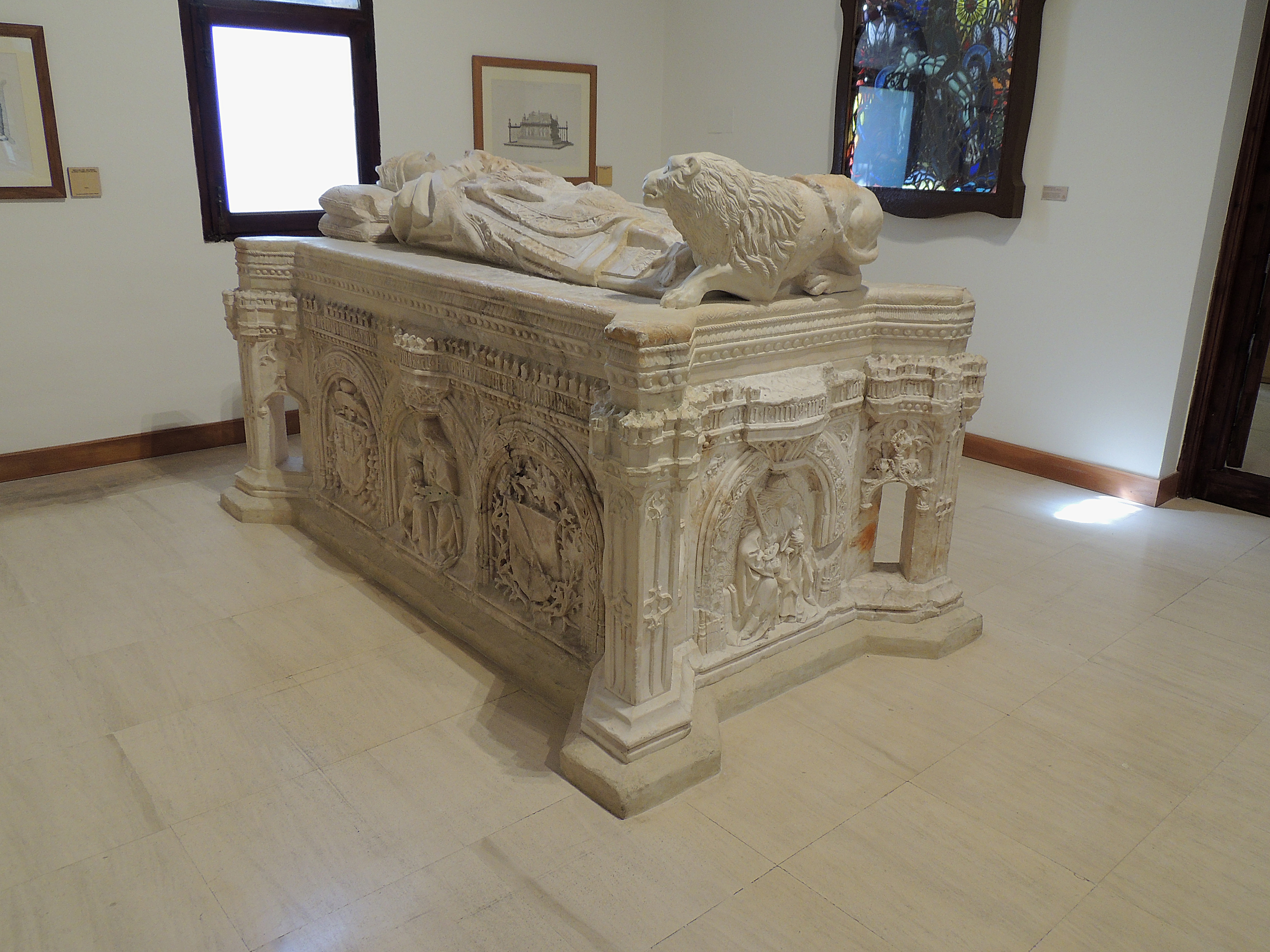
Cenotafio del arzobispo Alfonso Carrillo de Acuña (Sebastián de Toledo,)

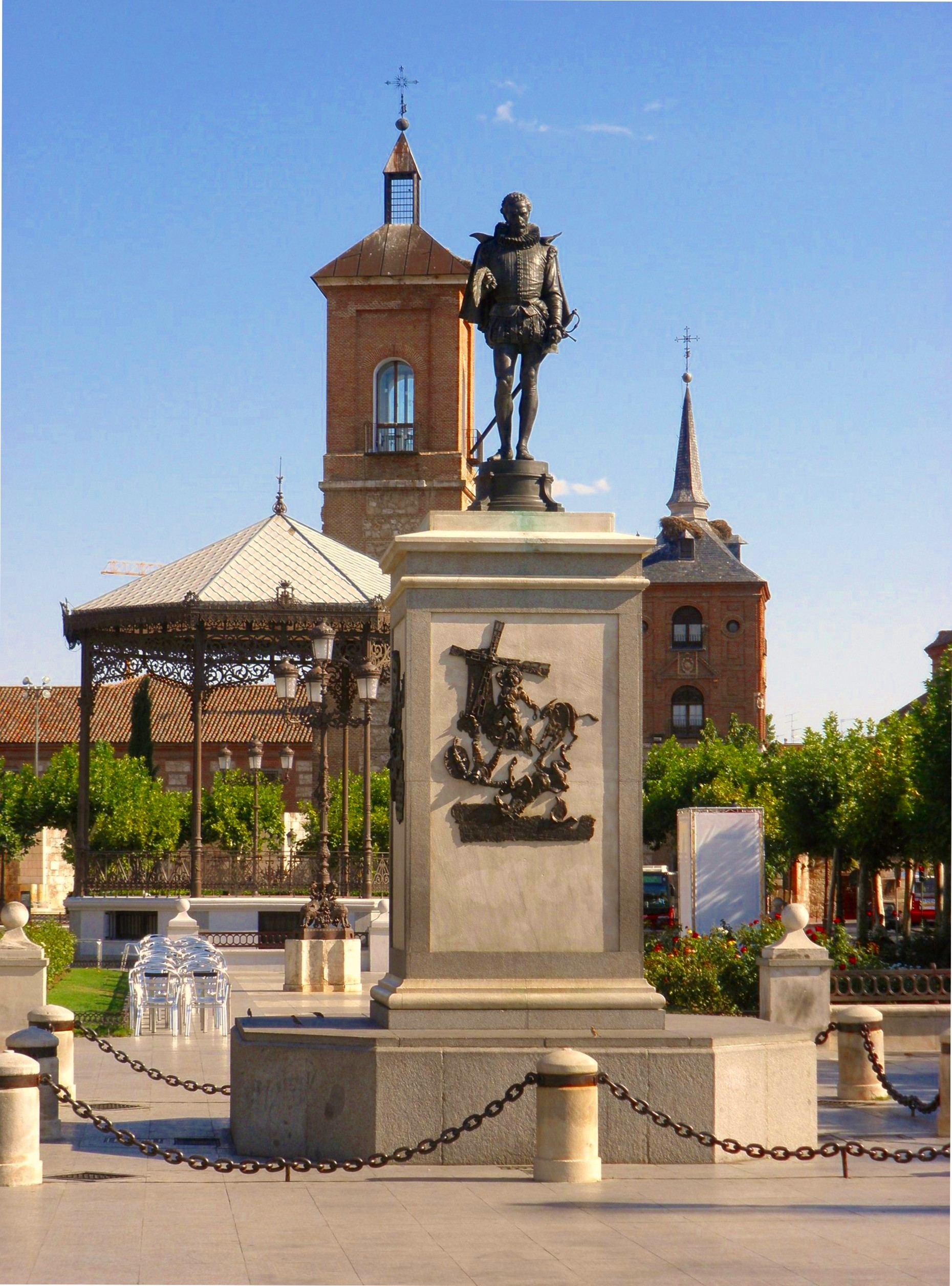
Estatua de Miguel de Cervantes (Carlo Nicoli, 1879)

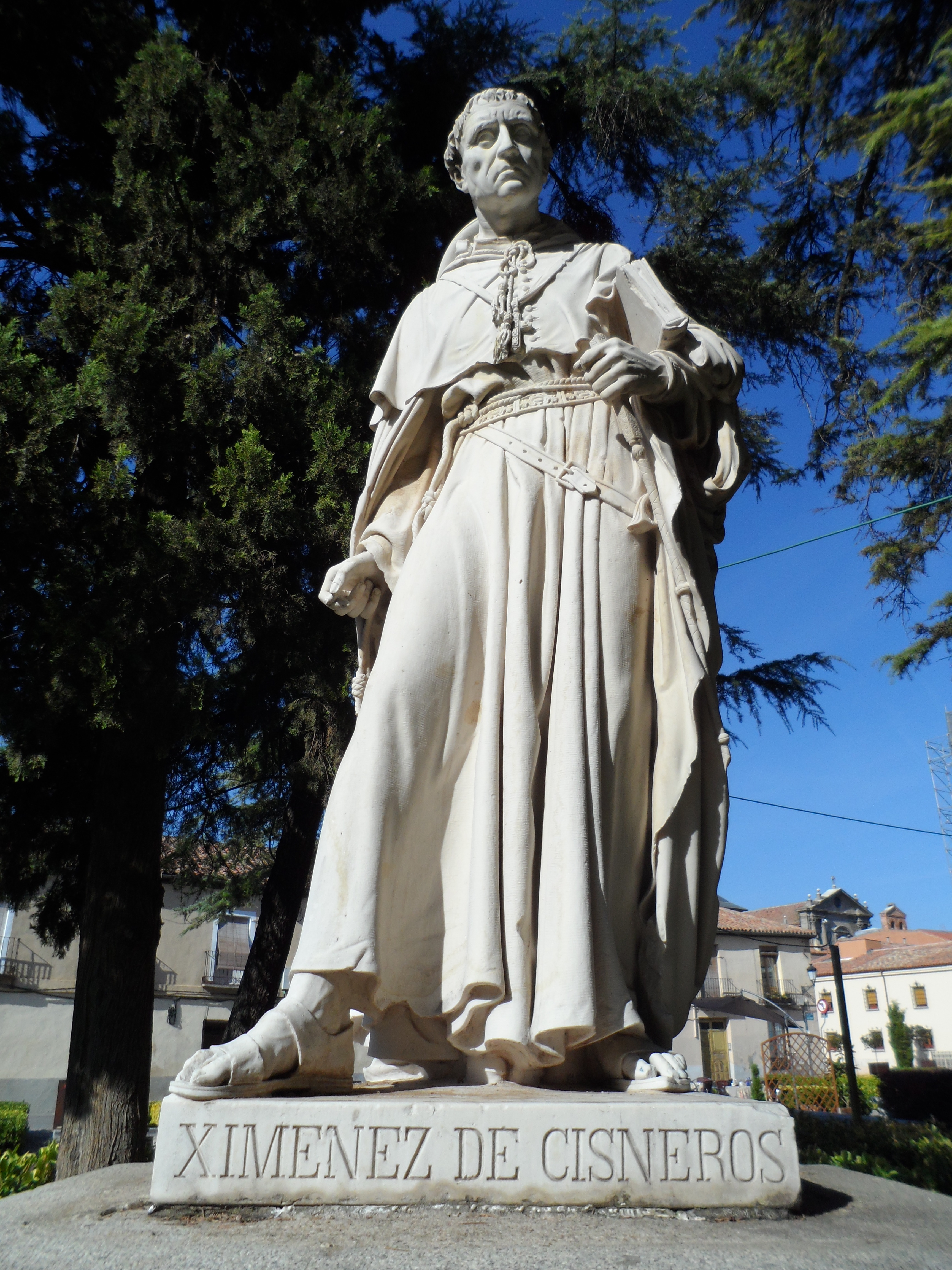
Estatua del cardenal Cisneros (José Vilches, 1864).

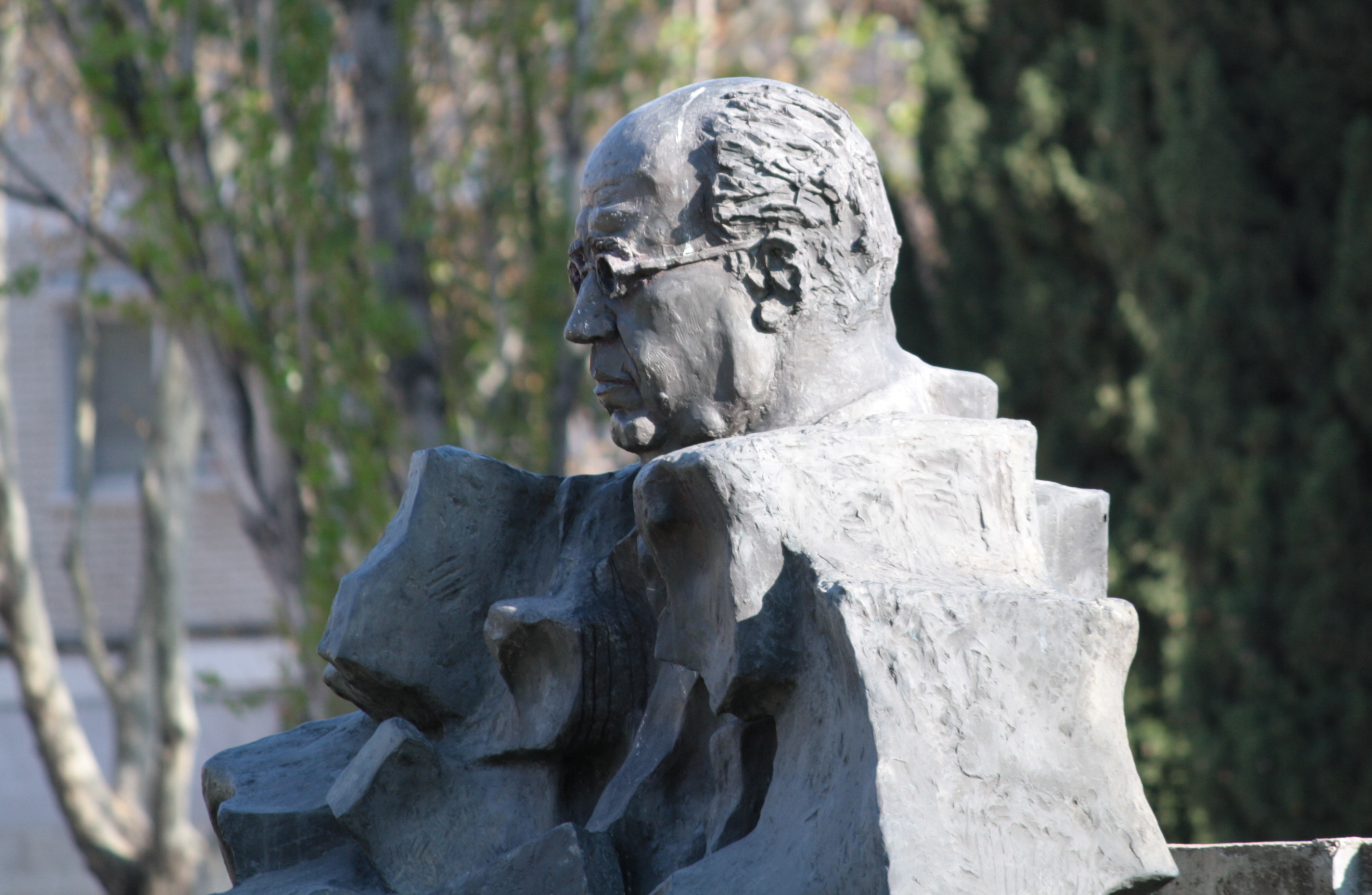
Estatua de Manuel Azaña (José Noja, 1987).

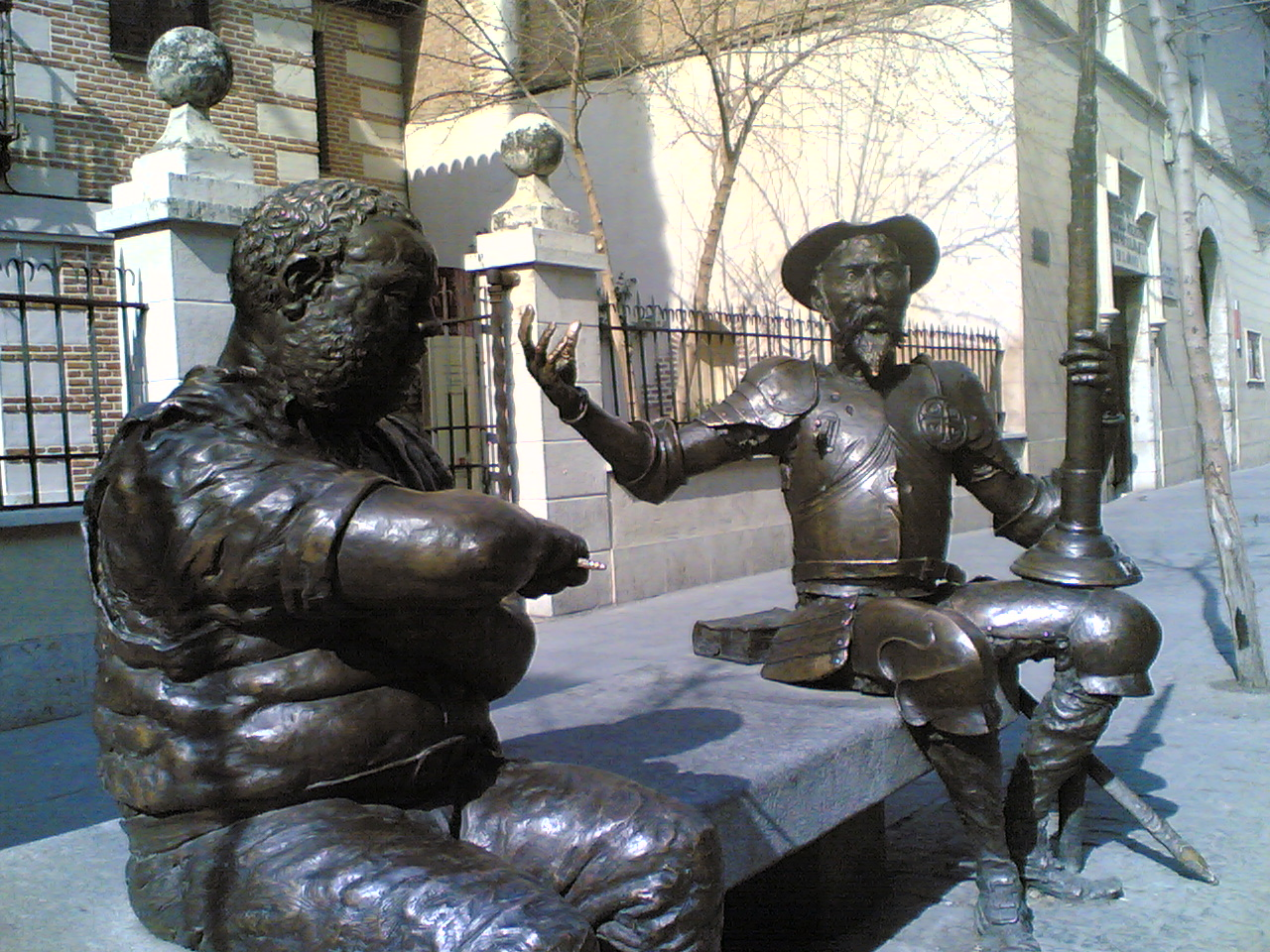
Don Quijote y Sancho Panza (Requejo Novoa, 2005).

- Finales del siglo XV: Cenotafio del arzobispo Carrillo

Sepulcro del arzobispo Alfonso Carrillo de Acuña, situado en la antesala capitular de la Catedral Magistral de Alcalá de Henares, formando parte de su museo. Considerado como una de las grandes obras de la escultura del gótico tardío en Castilla. Esculpido en alabastro en los años ochenta del siglo XV, se atribuye al maestro Sebastián de Toledo.
- 1521: Cenotafio del cardenal Cisneros

El sepulcro del cardenal Francisco Jiménez de Cisneros está situado en el  presbiterio de la capilla de San Ildefonso, aunque sus restos mortales permanecen en la Catedral Magistral. A la tumba del cardenal Cisneros se la considera una "joya del arte funerario renacentista". Diseñada en 1518 por Domenico Fancelli, fue realizada en mármol de Carrara por Bartolomé Ordóñez tras de la muerte de Fancelli, en 1519. Ordóñez también falleció cuando estaba a punto de finalizar la obra, en 1520, de tal forma que algunas figuras y los últimos detalles fueron culminados por sus discípulos en 1521.
- 1540: Esculturas de San Lucas y San Nicolás

Anónimo. Piedra caliza entallada, 81 x 42 cm. Originalmente instaladas en la fachada del antiguo Hospital de San Lucas y San Nicolás de la Universidad de Alcalá. Actualmente se conservan en el Centro de Interpretación Alcalá Medieval del Ayuntamiento.
- 1547: Pila bautismal de Cervantes

Miguel de Cervantes fue bautizado el 9 de octubre de 1547 en la pila de la  iglesia de Santa María la Mayor, al igual que sus hermanos Andrés, Andrea, Luisa y Rodrigo. Fue restaurada en 1905, pero destruida en un incendio de esa parroquia en julio de 1936, al inicio de la Guerra Civil Española. Desde el 3 de octubre de 1947, con motivo del IV Centenario del bautismo de Miguel de Cervantes, hay una reproducción de la pila bautismal en la Capilla del Oidor que integra algunos restos rescatados de la original.
- 1587-1590: Cristo de los Doctrinos

Talla de madera marrón oscuro (sabina) que representa un cristo crucificado a tamaño natural, de estilo manierista prebarroco. También denominada "Cristo de la Misericordia" o "Cristo Universitario de los Doctrinos". Obra atribuida al jesuita Domingo Beltrán (1535-1590). El cabello y la corona de espinas son de ébano. En dorado tiene pintado el paño que le cubre las caderas, y en rojo las gotas de sangre de la cara, costado derecho y manos. Situado en el altar de la Ermita del Cristo de los Doctrinos.
- 1623: Baldaquino de la iglesia de las Bernardas

El baldaquino del altar mayor de la iglesia del convento de las Bernardas de Alcalá de Henares es obra de Francisco Bautista, hacia 1623. Este retablo exento, hecho de madera estofada con pan de oro y policromada, fue el primero de estilo barroco tallado en España. Destacan las figuras de los cuatro evangelistas, obras relacionadas con los talleres de Antonio de Morales o de Giraldo de Merlo, y las de los santos advocadores de la orden cisterciense.
- 1879: Escultura de Cervantes

Escultura en bronce del florentino Carlo Nicoli, inaugurada el 9 de octubre de 1879, siendo alcalde Esteban Azaña (padre de Manuel  Azaña). Situada en el centro de la plaza de Cervantes, sobre un pedestal tallado en piedra de Colmenar Viejo por Manuel Laredo; a finales de la década de 1970 se transformó el pedestal, y en 1994 se le añadiron cuatro relieves con motivos del Quijote, obra de José Noja. La estatua fue restaura en 2007.
- 1879: Escultura de "El Empecinado"

Inaugurada también el 9 de octubre de 1879. Era un busto en hierro fundido de Juan Martín Díez ("El Empecinado") esculpido por el alicantino Francisco de Asís Graciani Pastor. Su pedestal es una columna de orden toscano tallada en piedra caliza por el cantero Antonio Almestre. Fue ubicada en la plazoleta situada frente al entonces cuartel de Sementales, dándosele también su nombre a la calle que la atraviesa. Pero esa escultura no fue del agrado de los ciudadanos, por su diseño afrancesado. Por lo que, en 1882, fue sustituida por otro busto en bronce obra de Carlo Nicoli; restaurada en el año 2002. El Empecinado venció a los franceses, el 22 de mayo de 1813, en la batalla del puente Zulema de Alcalá de Henares; gesta que se conmemora anualmente.
- 1913: Escultura del cardenal Cisneros

Esculpida en mármol de Carrara por José Vilches, en 1864 durante su estancia Roma, representa al cardenal Cisneros con hábito franciscano y gesto de caminar. Almacenada en la madrileña Universidad Central, los complutenses consiguieron su cesión y traslado a Alcalá en 1910, convirtiéndose la Sociedad de Condueños en sus propietarios. El 27 de abril de 1913 fue inaugurada oficialmente, colocándola sobre el brocal del pozo del patio de Santo Tomás del Colegio Mayor de San Ildefonso. A principios de los años sesenta fue trasladada a la contigua plaza de San Diego, donde ha sido reubicada en dos ocasiones más. En 2007 se inició su proceso de restauración, situándola finalmente en el patio de los Filósofos de la Universidad de Alcalá el 30 de enero de 2018; a la vez, que se instalaba una réplica del escultor Andrés Bonilla Gutiérrez en los jardines de la plaza de San Diego.
- 1987: Escultura del arzobispo Carrillo

Escultura en bronce del arzobispo de Toledo Alonso Carrillo de Acuña, situada en la calle Beatas, frente a la entrada del convento de las Clarisas de San Diego. Es obra del escultor Santiago de Santiago. Lo representa de cuerpo entero, con todas sus atribuciones arzobispales de autoridad y poderes. En su pedestal de granito hay una placa en bronce que representa un pelícano alimentado a sus hijuelos, con una inscripción en latín que se traduce como "Si el alma no se perdiera, lo que este ave hiciera".
- 1987: Escultura de Manuel Azaña

Estatua sedante en bronce del alcalaíno Manuel Azaña, obra de José Noja. Inaugurada el 22 de mayo de 1987 en el parque de Manuel Azaña. En 1994 fue trasladada a la cercana glorieta Alcorlo, para aumentar su visibilidad y evitar el vandalismo; esta glorieta fue renombrada de "Manuel Azaña" el 5 de noviembre de 2016.
- 2004: Escultura de Isabel I de Castilla

Escultura en bronce conmemorando el V Centenario de la Muerte de la reina Isabel la Católica. Es obra del escultor Santiago de Santiago. Aparece de cuerpo entero, sentada sobre su trono, con los atributos de reina. Situada delante de la entrada principal del Palacio Arzobispal, que le sirvió de residencia en varias ocasiones; en el dio a luz a la infanta Catalina de Aragón, y tuvo la primera entrevista con Cristóbal Colón.
- 2005: Esculturas de Don Quijote y Sancho Panza

Las esculturas en homenaje a Don Quijote y Sancho Panza son obra de Pedro Requejo Novoa. Inauguradas el 24 de abril de 2005, se ubican sentadas sobre un banco de granito de la calle Mayor, delante del Museo Casa Natal de Cervantes. Labradas en broce a tamaño natural y de un gran realismo, se han convertido en un atractivo turístico, al ser una de las fotografías típicas de la ciudad.
- 2007: Escultura de Catalina de Aragón

Escultura en bronce de cuerpo entero de la infanta de Castilla y reina de Inglaterra, Catalina de Aragón. Es obra del escultor Manuel González Muñoz, situada en un jardín lateral del Palacio Arzobispal de Alcalá de Henares, donde nació el 16 de diciembre de 1485. Representa a la infanta en la adolescencia a tamaño natural, portando en sus manos un libro y una flor.
- 2023: Escultura de Arsenio Lope Huerta

El 30 de marzo de 2023 se inauguró una escultura de cuerpo completo, en la calle Libreros n.º 23, dedicada al alcalde complutense Arsenio Lope Huerta. Figura en bronce, a tamaño natural, sentada sobre una base cúbica de piedra caliza. Obra del escultor Andrés Bonilla Gutiérrez.

## Forja
- Siglo XVI: Rejas de Juan Francés:

- En la Capilla Mayor y antiguo Coro de la Catedral-Magistral
- En la fachada del Colegio Mayor San Ildefonso
- Siglo XVI: Arca del Concejo

Arca de caudales municipal de la segunda mitad del siglo XVI, es un tipo de caja fuerte denominada "Cofres de Nüremberg". Estaba destinada a la guarda y custodia de los documentos propios del archivo del ayuntamiento, además de los dineros. Pieza de gruesas chapas de hierro forjado y policromado con decoración pictórica floral, con unas dimensiones de 47 cm de alto, 47 cm de fondo y 93 cm de ancho. Dispone de una cerradura de pasadores múltiples con cierre lombardo, de procedencia alemana, compuesta por un total de 14 candados.
- 1566-1591: Reja del sepulcro del Cardenal Cisneros

Reja en bronce que enmarcaba el sepulcro del Cardenal Cisneros situado en la Capilla de San Ildefonso. Fue encargada por la Universidad de Alcalá, en 1566, al escultor Nicolás de Vergara "el viejo", aunque fue terminada por su hijo Nicolás de Vergara "el mozo" en 1591. Estaba compuesta por cuatro tramos abalaustrados, y en sus esquinas unas columnas de un "estilo dórico muy a la romana de fustes acanalados". Los cuatro pedestales de la reja están decorados con escenas que rememoran virtudes del cardenal y las empresas más sobresalientes que acometió en su vida, estando todas ellas acompañadas de una leyenda en latín grabada en la base del plinto. La reja sufrió importantes daños en el transcurso de la Guerra civil española, cuando ya estaba ubicada en la Catedral-Magistral de Alcalá de Henares. Desde 1941, las piezas que se han conservado (cuatro pedestales, tres jarrones, once balaustres completos, fragmentos de balaustres y uno de los escudos) están depositadas en el Museo Arqueológico Nacional.
- 1878: Farolas de la plaza de las Bernardas

Son seis farolas históricas fabricadas en 1878, exclusivamente para el municipio de Alcalá de Henares, que presentan el escudo de la ciudad en su fuste. Es un elemento urbano que cuenta con protección integral. En 2002 se instalaron reproducciones de este modelo de farola en la plaza de San Diego.

## Fotografías y películas

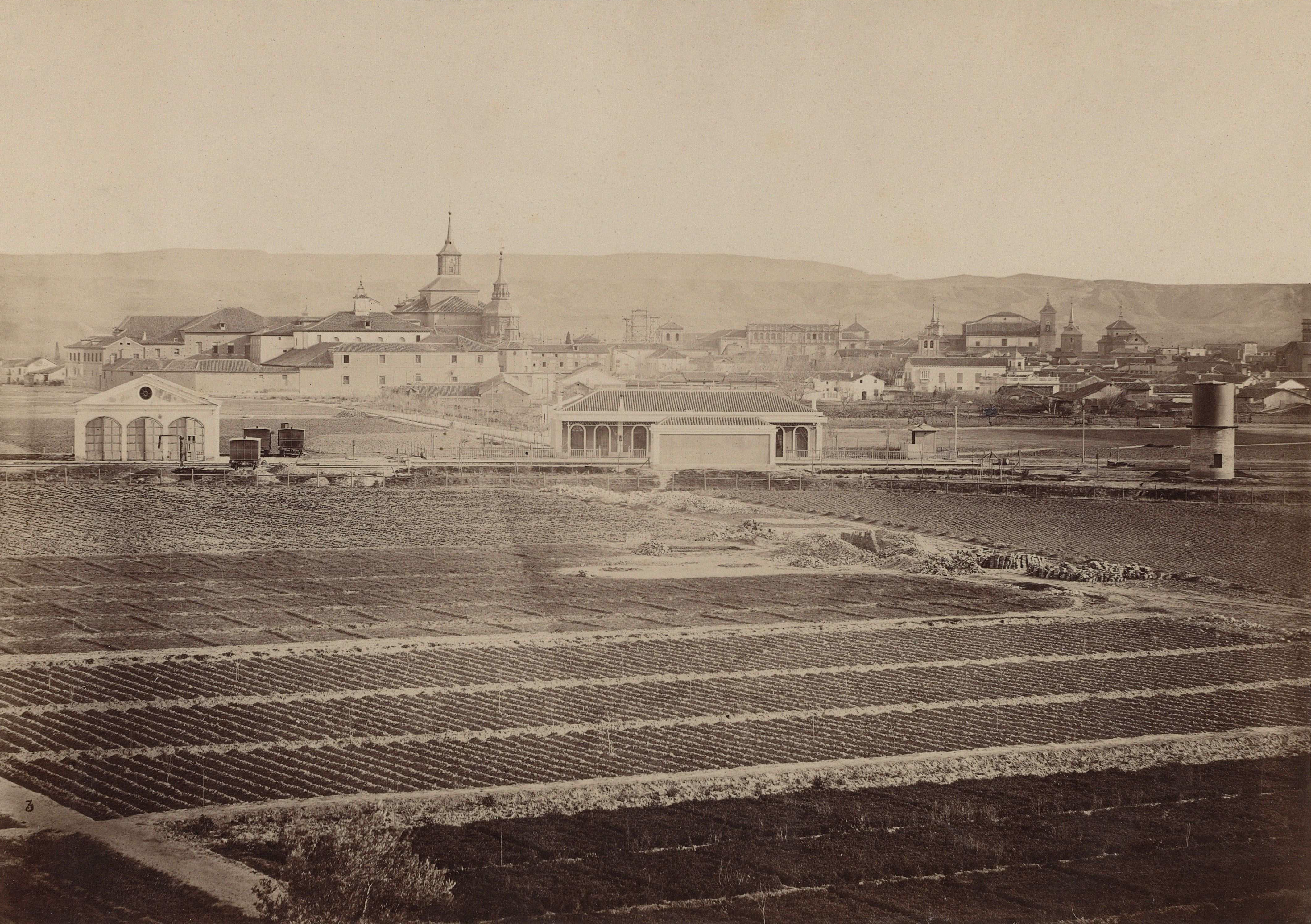
Vista panorámica (Jean Laurent, 1862). Primera fotografía de la ciudad.

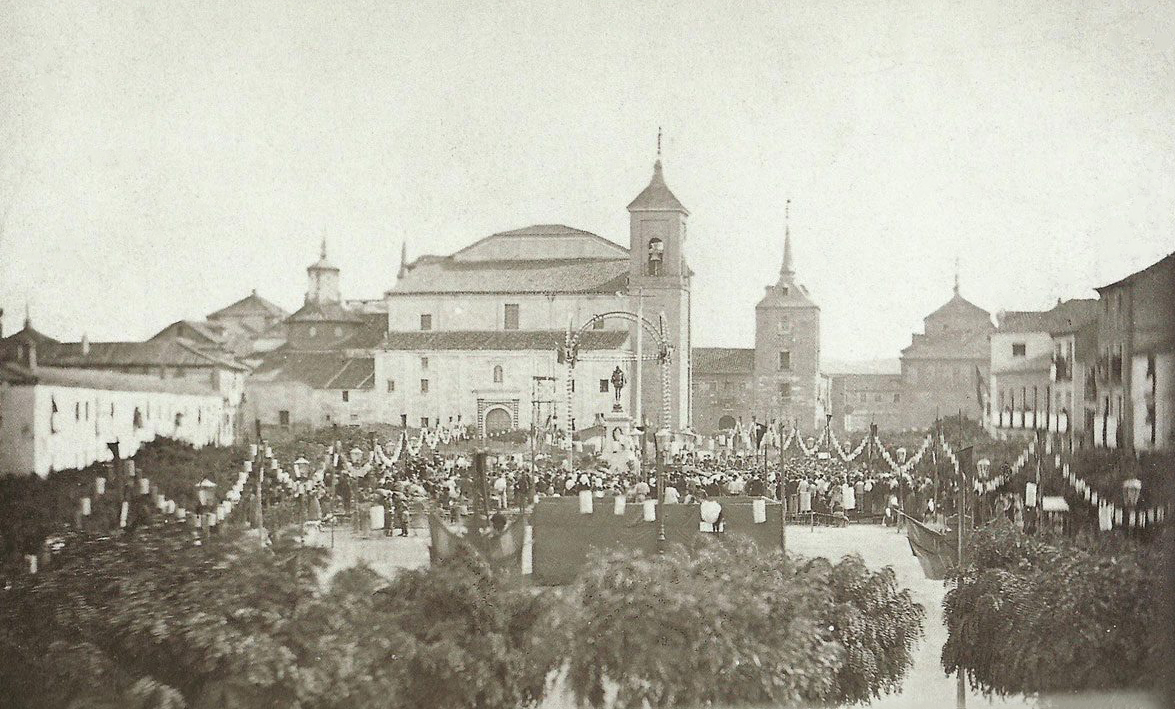
Inauguración del Monumento a Cervantes (09-10-1879).

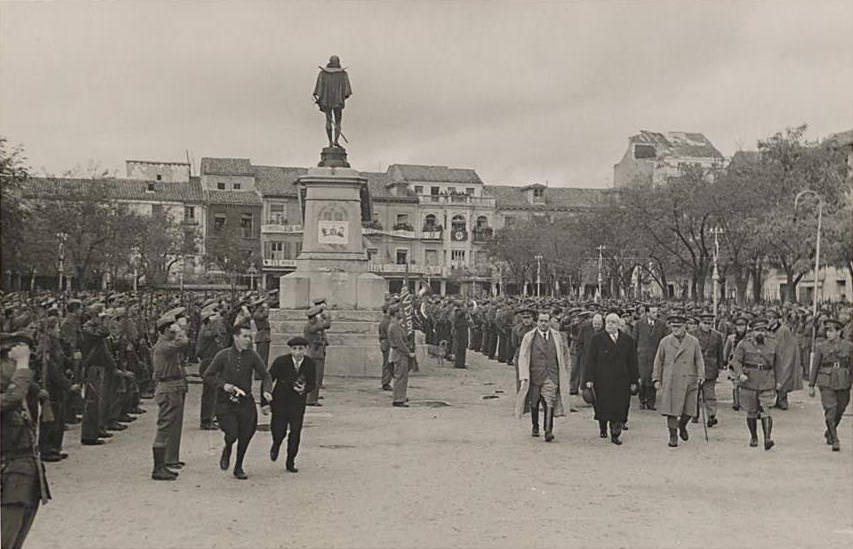
Manuel Azaña en la Plaza de Cervantes. Su última visita a Alcalá de Henares (13-11-1937).

- 1862: Primera fotografía de Alcalá de Henares

Es una vista panorámica de la ciudad y su cerros, tomada desde el Cerro del Ángel en 1862. Su autor es el fotógrafo Jean Laurent. Impresa en papel albúmina de 244 x 344 mm, sobre cartulina de 353 x 532 mm. Está considerada como la primera fotografía conocida de la ciudad complutense. En ella se reconocen numerosos edificios, algunos actualmente desaparecidos.
- 1879: Inauguración del Monumento a Cervantes

Fotografía de la inauguración del Monumento a Miguel de Cervantes, el 9 de octubre de 1879, en la plaza de Cervantes. Escultura en bronce del italiano Carlo Nicoli, fundida en su taller de Florencia.
- 1897: Redacción de la revista Brisas del Henares

La revista satírica "Brisas del Henares" se publicó en Alcalá de Henares entre el 2 de septiembre de 1897 y el 2 de marzo de 1898 (20 números en total) en la imprenta de Federico García. Su sede administrativa se localizaba en la calle Coches, n.º 10 (actual calle Cardenal Cisneros, n.º 12). Entre sus fundadores estaban: Manuel Azaña Díaz, José María Vicario, Joaquín Creagh Balló, Marcelino de Pedro, Jesús de la Plaza, Francisco Huerta, Fausto Martínez del Arco y Fernando Martínez.
- 1900: Primera fotografía aérea de Alcalá de Henares

El 11 de diciembre de 1900 se tomó la primera fotografía aérea de la ciudad complutense desde un dirigible. Mediante la primera ascensión tripulada del "globo-cometa Venus", procedente del Servicio de Aerostación Militar de Guadalajara.
- 1905: Se realiza en Alcalá de Henares uno de los primeros documentales del cine español: "Centenario del Quijote".

Se rodó dentro de los actos de Conmemoración del Tercer Centenario de la primera publicación de la primera parte del Quijote.
- 1913: Inauguración del monumento a Cisneros

Fotografía de la inauguración del Monumento al Cardenal Cisneros, el 27 de abril de 1913, en el patio de Santo Tomás de Villanueva del Colegio Mayor de San Ildefonso. Esta obra fue tallada en mármol de Carrara por el escultor José Vilches, en 1864, en Roma.
- 1918: Primera película que se rodó en Alcalá de Henares: "Los intereses creados".

Largometraje mudo, escrito y dirigido por el propio autor de la obra teatral don Jacinto Benavente. Fue la primera película del cine español donde los propios protagonistas se travistieron, haciendo de Leandro la actriz húngara Raymonde de Bach y de doña Violante hizo el actor Emilio Mesejo.
- 1936: Incendio de la Colegiata-Magistral (actual Catedral-Magistral)

Al inicio de la Guerra Civil Española, el 21 de julio de 1936, la Colegiata-Magistral es incendiada, perdiendo su techumbre y prácticamente todos sus tesoros, salvándose algunas rejas y unas sillas del antiguo coro.
- 1937: Últimas fotografías de Azaña en su ciudad natal.

Representan la última visita oficial del presidente Manuel Azaña a Alcalá de Henares. Aparece pasando revista a las tropas de la 46.ª División (Ejército Popular de la República), al mando de Valentín González, en la plaza de Cervantes y en la calle Libreros el 13 de noviembre de 1937. Le acompañan Juan Negrín (izquierda) y el General Miaja (derecha). Estas fotografías se conservan en el Archivo General de la Administración (AGA).
- 1939: Incendio del Archivo General Central (actual Palacio Arzobispal)

El entonces Archivo General Central era utilizado como cuartel y taller del ejército, pero el 11 de agosto de 1939 sufrió un gran incendio, de autoría desconocida, destruyéndolo completamente.
- 1947: Estallido del polvorín del Zulema

El 6 de septiembre de 1947 explotaron los  polvorines militares de Alcalá de Henares, ubicados en el cerro Zulema, a 2 km de la ciudad. Originado 24 fallecidos y numerosos heridos, así como la destrucción de un puente sobre el río Henares.

## Libros

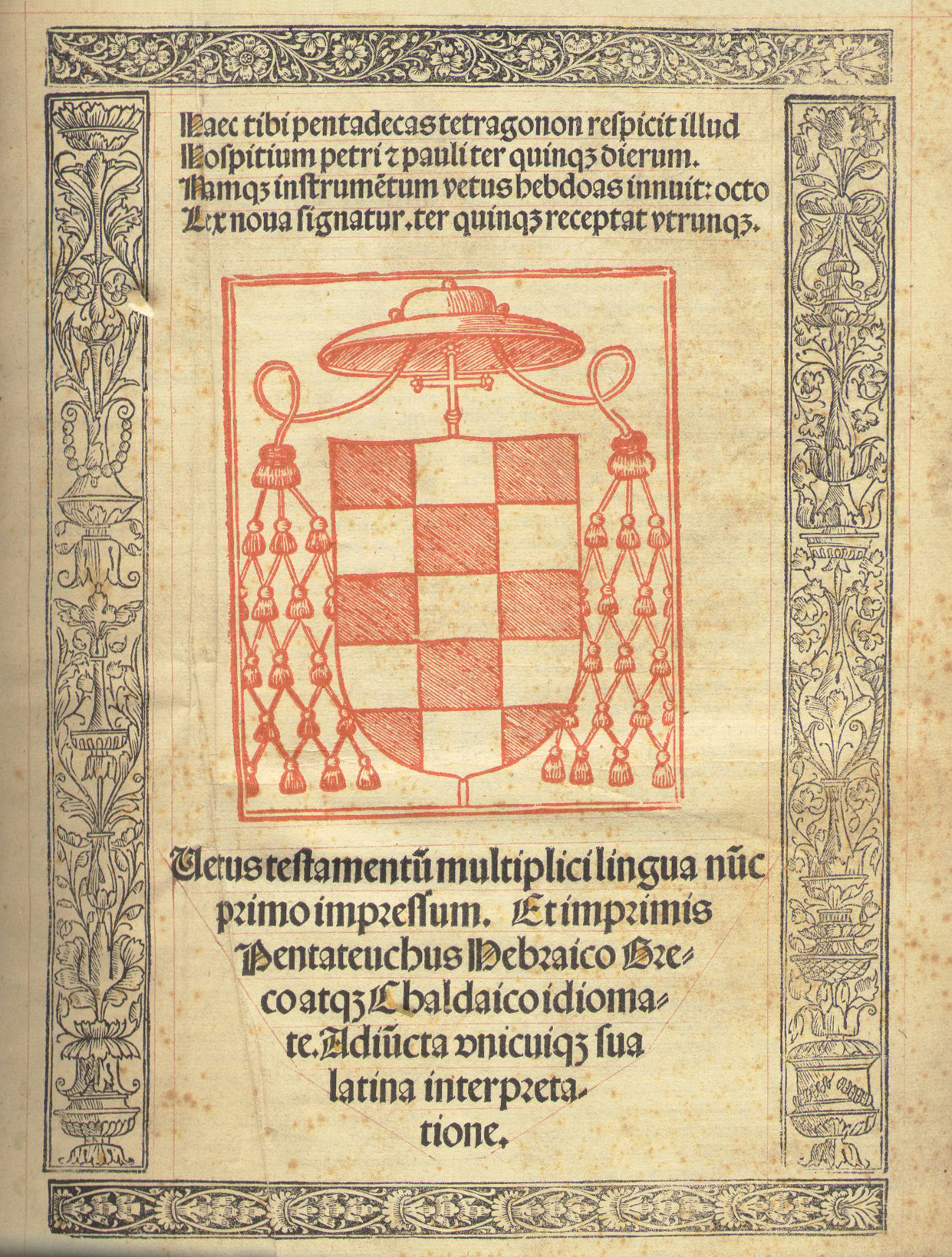
Biblia Políglota Complutense (1520).

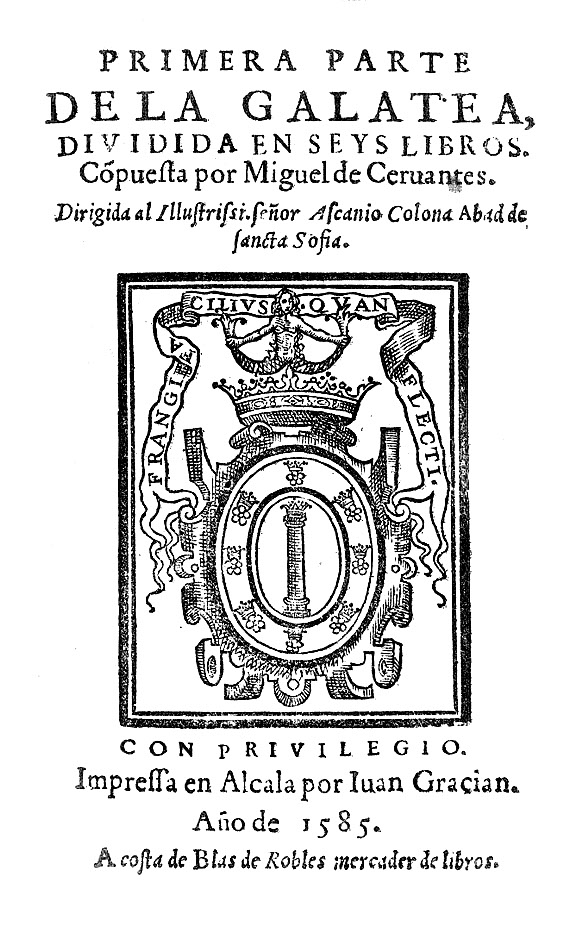
La Galatea (1585).

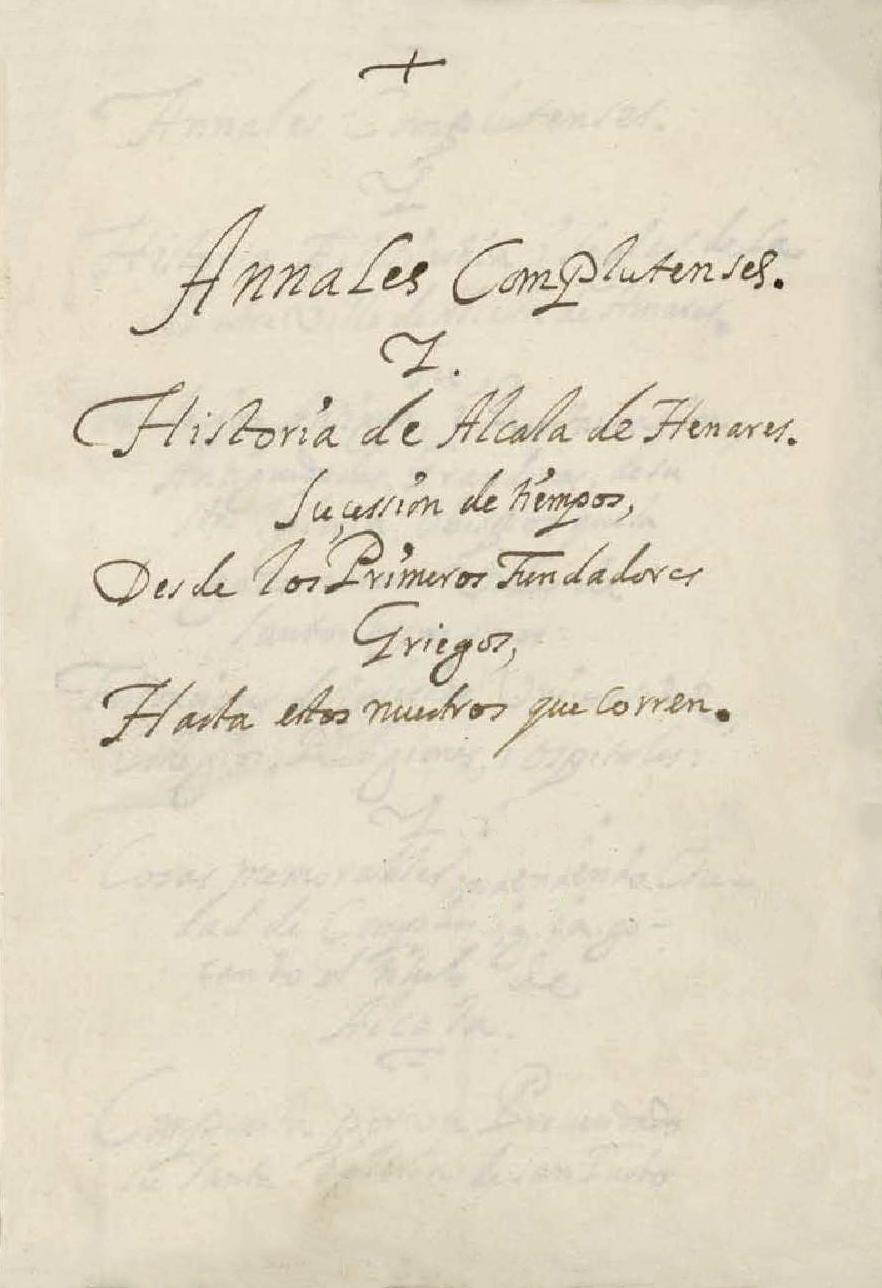
Annales Complutenses (1652).

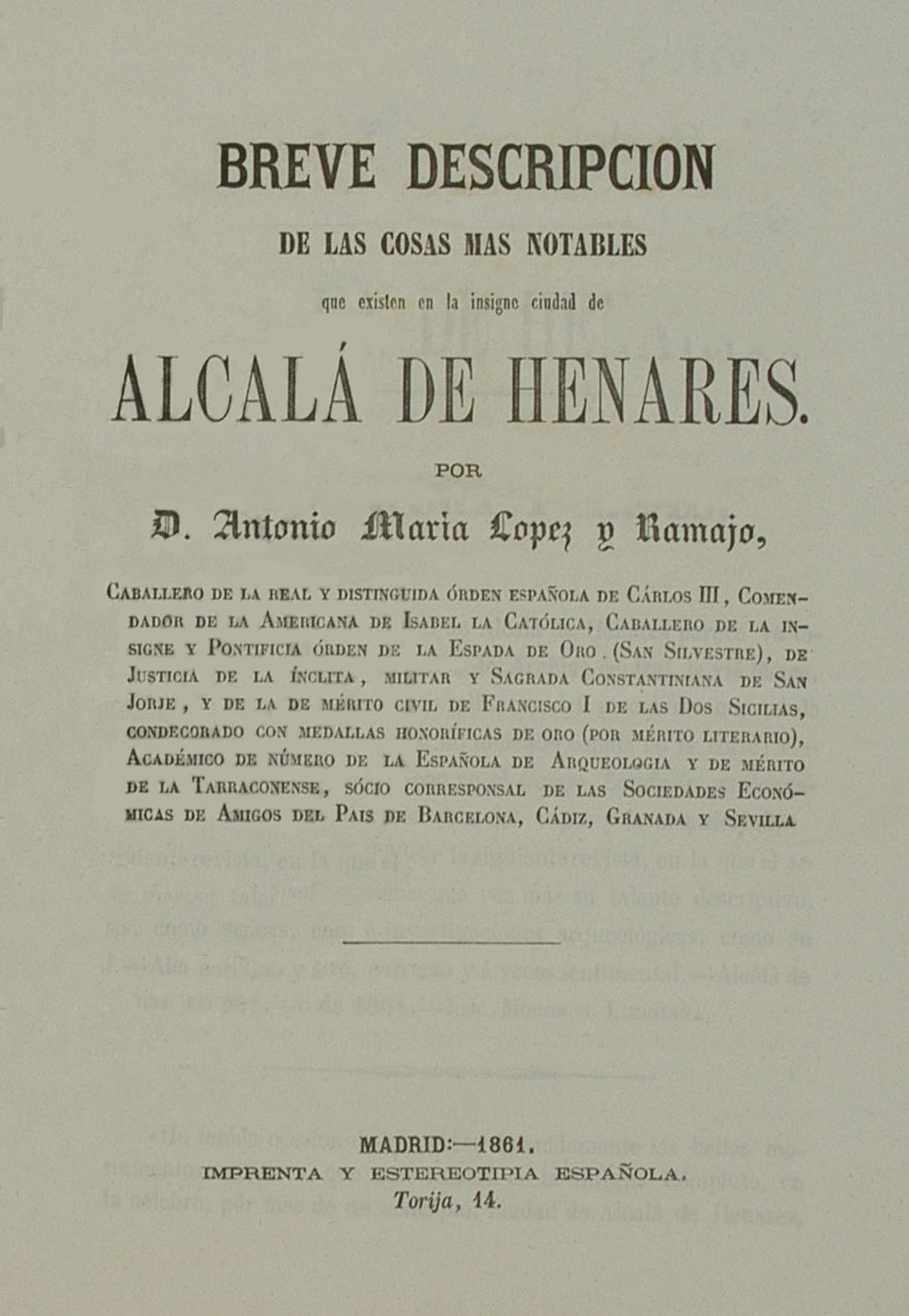
Breve descripción de las cosas más notables que existen en la insigne ciudad de Alcalá de Henares (Antonio María López Ramajo, 1861).

- 1502: Vita Christi, traducido por Fray Ambrosio Montesino.

Fue el primer libro impreso en Alcalá de Henares. Titulado Vita cristi cartuxano de Ludolfo de Sajonia, traducido al español por fray Ambrosio Montesino e impreso por Estanislao Polono en 1502.
- 1517: "Reglas de ortografía en la lengua castellana", de Antonio de Nebrija

Libro de Antonio de Nebrija que complementa su "Gramática castellana" de 1492, y desarrolla la reglamentación del castellano. Nebrija toma la pronunciación como base para describir las reglas ortográficas del español. Obra impresa en Alcalá de Henares, el 12 de mayo de 1517, por Arnao Guillén de Brocar.
- 1520: Biblia Políglota Complutense

Fue la primera edición políglota de las Sagradas Escrituras impresa en el mundo; y se la considera uno de los máximos monumentos de la erudición filológica europea y del saber humanista del Renacimiento. El Cardenal Cisneros reunió desde 1502, en Alcalá de Henares, un grupo de intelectuales que trabajaron con criterios modernos la filología trilingüe. Arnao Guillén de Brocar la imprimó entre 1514 y 1517; autorizándola el papa León X en 1520. La obra consta de seis volúmenes in-folio: los cuatro primeros contienen los libros del Antiguo Testamento, el quinto, los textos del Nuevo, y el sexto presenta diccionarios y estudios filológicos. En ella se reúnen los textos en hebreo, griego y arameo del Antiguo Testamento; y los textos en griego y latino del Nuevo Testamento; junto a gramáticas y vocabularios de las lenguas bíblicas.
- 1568: Vida de los santos niños Justo y Pastor, de Ambrosio de Morales

Ambrosio de Morales publicó, en la alcalaína imprenta de Andrés de Angulo, el libro titulado: La vida, el martyrio, la inuención, las grandezas y las translaciones de los gloriosos niños Martyres San Iusto y Pastor. Narra la vida de los hermanos Justo y Pastor, con ocasión del regreso a Alcalá de Henares de parte de sus reliquias en 1568. Hagiografía humanista de todo lo que se sabía de estos mártires, desde la Antigüedad hasta la fecha de su publicación.
- 1585: La primera edición de La Galatea, de Miguel de Cervantes.

La Galatea es la primera novela de Miguel de Cervantes. Publicada por primera vez en 1585, en Alcalá de Henares, en la imprenta de Juan Gracián. Su título original es "Primera parte de La Galatea, dividida en seys libros". Es una novela pastoril que en parte se desarrolla en las riberas del Henares. Los personajes son pastores idealizados que relatan sus penas y expresan sus sentimientos en una naturaleza idílica; pero cada pastor es en realidad una máscara que representa a un personaje verdadero. Consta de seis libros, con una estructura compleja, en los que se desarrollan una historia principal y cuatro secundarias, que comienzan en el amanecer y finalizan al anochecer.
- 1588: Tratado de urología, de Francisco Díaz

El "Tratado nuevamente impresso de todas las enfermedades de los riñones, vexiga, y las carnosidades de la verga y urina" publicado por el alcalaíno Francisco Díaz, en 1588, está considerado como el primer manual de urología del mundo. Consta de tres volúmenes, en el tomo tercero trata de las carnosidades de la uretra, y describe, por vez primera, la uretrotomía interna mediante un aparato de su invención, el "cisorio" (un primitivo uretrotomo). Francisco Díaz fue alumno y profesor de la Universidad de Alcalá.
- 1652: Annales Complutenses

Fue el primer libro de historia general sobre Alcalá de Henares. Manuscrito anónimo de 1652, cuyo autor declara ser un prebendado de la Iglesia-Magistral de San Justo y Pastor. Su título original completo es: "Annales Complutenses e Historia de Alcala de Henares. Sucesion de tiempos, Desde los Primeros Fundadores Griegos, Hasta estos nuestros que corren."
- 1725 y 1728: Historia de la ciudad de Compluto, de Miguel de Portilla y Esquivel

La primera historia impresa de Alcalá de Henares es obra del catedrático de griego Miguel de Portilla y Esquivel, colegial y rector del Colegio de las Santas Justa y Rufina, adscrito a la Universidad de Alcalá. Fue publicada en dos tomos (dividos en tres partes) entre 1725 y 1728, en la imprenta de José Espartosa en la ciudad complutense.
- 1861: Breve descripción de las cosas más notables que existen en la insigne ciudad de Alcalá de Henares, de Antonio María López Ramajo

Es la primera guía turística sobre Alcalá de Henares. Fue publicada en Madrid, en la Imprenta y Estereotipia Española. Tuvo dos ediciones más, en 1863 con un nuevo título "Reseña histórica de los Monumentos que existen en la insigne ciudad de Alcalá de Henares" (Madrid: Imprenta de la Galería Literaria) y en 1871, con el título "Reseña histórico-arqueológica de los monumentos que existen en la célebre ciudad de Alcalá de Henares" (Madrid: Imprenta de Rojas).
- 1882: Guía del viajero en Alcalá de Henares, de Liborio Acosta de la Torre

Publicada en la imprenta de Federico García Carballo, es la primera guía turística que se publicó en Alcalá de Henares. En 2021 se editó una edición facsímil a cargo de la Institución de Estudios Complutenses.
- 1882: Historia de Alcalá de Henares (antigua Compluto), de Esteban Azaña Catarinéu

Obra de referencia sobre la historia complutense. Publicada por el padre de Manuel Azaña y alcalde de la ciudad en tres mandatos entre 1878 y 1889. El libro se imprimió en Alcalá de Henares en dos tomos, entre 1882 y 1883, en la imprenta de Federico García Carballo. Presenta numerosas ilustraciones de los principales edificios, mediante grabados de Mercadal.
- 1886: Plano y guía del viajero en Alcalá de Henares, Guadalajara y Sigüenza, de Emilio Valverde Álvarez

Guía de un viaje combinado en tren a Alcalá de Henares, Guadalajara y Sigüenza, con la descripción de los principales puntos de interés turístico de cada urbe. Es la primera que presenta imágenes y planos de estas ciudades.
- 1950: Datos históricos de la ciudad de Alcalá de Henares, de Anselmo Reymundo Tornero.

El primer libro de historia alcalaína después de la Guerra Civil Española. A pesar de su punto de vista subjetivo, de vencedores de la contienda civil, aporta numerosos datos de interés. Es el inicio de una rica bibliografía historicista de Alcalá, formada por numerosos y variados autores, que continúa en la actualidad.
- 1994: Arquitectura conventual de Alcalá de Henares, de Carmen Román Pastor

Libro de referencia sobre los colegios-conventos de la Universidad de Alcalá, desde un punto de vista arquitectónico.
- 1999: Alcalá en Guerra, de Pilar Lledó Collada

Primer libro sobre los sucesos de la Guerra Civil Española en Alcalá de Henares.
- 2001: Alcalá de Henares, crónica general; de Luis Miguel de Diego Pareja y José Carlos Canalda Cámara.

Primer libro de historia general sobre Alcalá del siglo XXI. Publicación sistemática y referenciada.
- 2004: Tres siglos de prensa en Alcalá, 1706-2004, de Vicente Sánchez Moltó y Félix Huerta Velayos.

Catálogo de las publicaciones periódicas impresas en Alcalá de Henares durante tres siglos. Reseña características editoriales, directores, escritores e imprentas.
- 2013: Profesores y estudiantes (1508-1836), de Luis Miguel Gutiérrez Torrecilla, Manuel Casado Arboniés y Pedro Ballesteros Torres.

Recoge las biografías de cerca de los 300 personajes más significativos de la Universidad de Alcalá durante más de tres siglos. Aparecen académicos, científicos, eclesiásticos, literatos y políticos.
- 2017: Prebendados de la Iglesia Magistral de Alcalá de Henares (1479-1991), de Francisco Delgado Calvo.

Recoge las biografías de 1476 prebendados y otros cargos de la Iglesia Magistral de Alcalá de Henares a lo largo de cinco siglos. Además, incluye la historia eclesiástica de la diócesis de Alcalá.
- 2023: Historia Colectiva de Alcalá de Henares, de Francisco Javier García Lledó, Sebastián Rascón Marqués, Ana Lucía Sánchez Montes, M. Vicente Sánchez Moltó, Roberto González Ramos, J. Vicente Pérez Palomar, Carmen Román Pastor, Josué Llull Peñalba y Pilar Lledó Collada.

Relato historiográfico de Alcalá de Henares, promovido por el Ayuntamiento en colaboración con la Institución de Estudios Complutenses. Abundante en datos, ilustraciones y citas bibliográficas.

## Mosaicos

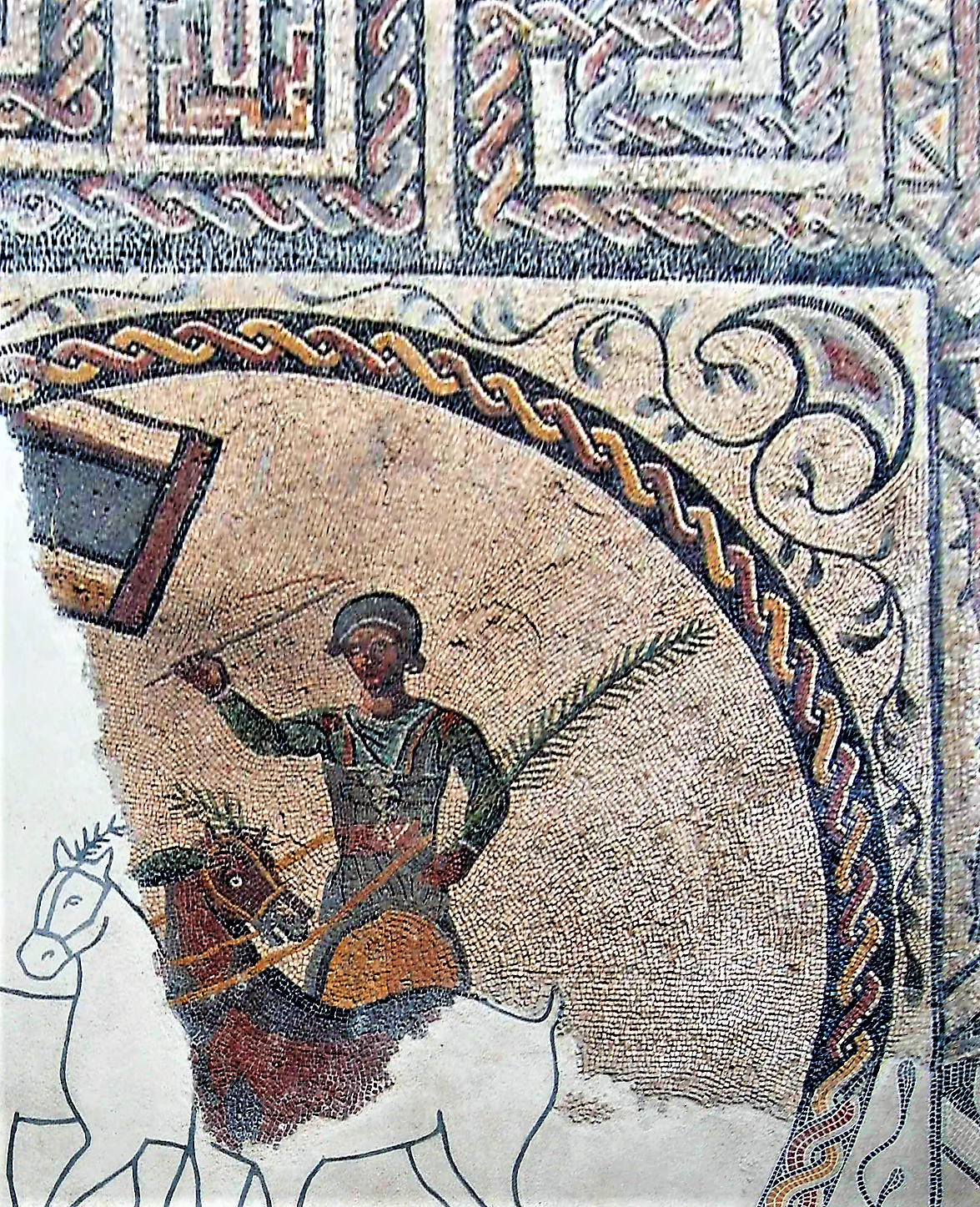
Mosaico del Auriga Victorioso en la Villa romana de El Val.

- Finales del siglo III d. C.: Mosaico de los peces

Representa una escena de pesca, con imágenes de diferentes tipos de animales acuáticos. La obra está firmada por "Hippolytus", que le ha dado el nombre a la vivienda (Casa de Hippolytus), un maestro musivario de origen posiblemente norteafricano.
- Finales del siglo III d. C.: Mosaico del Auriga Victorioso

Procede de la Villa romana de El Val, dedicada a la cría de caballos para las carreras de carros. El mosaico conmemora las victorias o espectáculos circenses concretos con los que el propietario de la villa habría tenido relación. El emblema del auriga mide 2,46x2,46 m y la parte central del mosaico 15x10 m.
- Siglo IV d. C.: Mosaico romano de Aquiles y Pentesilea

Hallado en la villa romana de Complutum. Actualmente expuesto en el Museo Arqueológico y Paleontológico de la Comunidad de Madrid.
- Siglo IV d. C.: Mosaico de Zeus y Leda

Ubicado originalmente en la Casa de Leda (Complutum). Actualmente se conserva en el Museo Arqueológico y Paleontológico de la Comunidad de Madrid.

## Numismática, filatelia y lotería

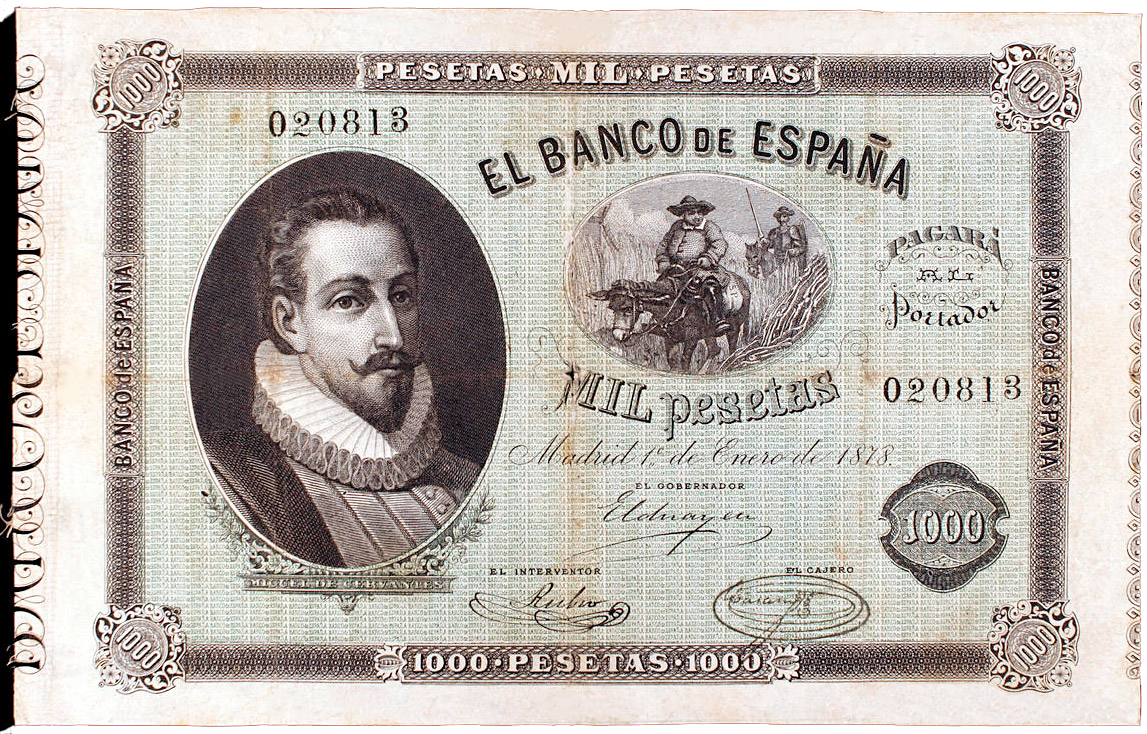
Primer billete del Banco de España dedicado a Cervantes (1878).

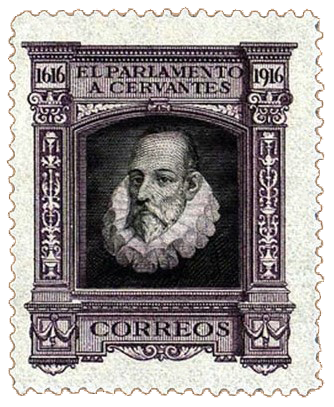
Sello de Correos (España) en conmemoración del "III Centenario de la muerte de Miguel de Cervantes" (1916).

La representación de la ciudad así como de sus habitantes o actividades se reflejan en las monedas, sellos y participaciones de sorteos de instituciones oficiales. Con el paso del tiempo se vuelven objetos de colección, tanto por su valor histórico-artístico como económico.
- Época romana: Complutum

En el yacimiento de Complutum se han encontrado numerosas monedas romanas. Destaca un áureo (moneda de oro) de la época de Nerón, acuñado en Roma en el año 63 d. C. En su anverso se representa el busto de Nerón laureado, mirando a la derecha, con leyenda "Nero Caesar Augustus"; y en su reverso aparece una alegoría de Concordia sedente, mirando hacia la izquierda, sujetando una cornucopia y una pátera, con la leyenda "Concordia Augusta".
- 1878: billete de Miguel de Cervantes

El primer billete de curso legal emitido por el Banco de España con motivo complutense es del 1 de enero de 1878, aunque se puso en circulación el 24 de diciembre de 1884. Estaba dedicado a Miguel de Cervantes presentando el busto del escrito y un óvalo con una escena de don Quijote y Sancho Panza. El billete fue impreso en los talleres del Banco y grabado por Federico Navarrete y Fos. Mide 186 × 122 mm, con un valor facial de 1.000 pesetas.
- 1916: sello de Miguel de Cervantes

El primer alcalino en aparecer en un sello de correos de España fue Miguel de Cervantes. Era una serie de cuatro sellos en conmemoración del tercer centenario de su muerte. Fueron impresos en Londres por Bradbuny Wilkndon & Co., y emitidos el 22 de abril de 1916, con una tirada de 450.000 por cada sello. Son calcografías con dos motivos distintos, duplicados en diferentes colores, el primero presenta la estatua del escritor ubicada en la plaza de las Cortes de Madrid (de 44 x 33 mm, en colores carmín y castaño); el segundo reproduce el retrato apócrifo de Juan de Jáuregui (de 30 x 36 mm, en colores violeta y castaño). Curiosamente estos sellos no tienen valor facial, porque estaban destinados al servicio oficial.
- 1966: sello de la Fachada de la Universidad

La primera imagen filatélica de un edificio de Alcalá apareció en mayo de 1966, al emitir un sello de correos en España con la fachada del antiguo Colegio Mayor de San Ildefonso. Se titula "Universidad de Alcalá Henares" y pertenece a la serie "Paisajes y Monumentos". Es una calcografía a dos colores, azul y oliva, su formato es de 33,2 x 28,8 mm. y su dentado es de 13 1/4. La Fábrica Nacional de Moneda y Timbre hizo una tirada de 7.500.000 de sellos, con un valor facial de 2 pesetas cada uno.
- 1983: décimo de la Fachada de la Universidad

El primer décimo de la Lotería Nacional de España con referencia a Alcalá de Henares pertenece al sorteo del 21 de mayo de 1983, y representa la fachada del Colegio Mayor de San Ildefonso. Costaba 250 pesetas.
- 1999: cupón con los Gigantes y cabezudos

El 19 de agosto de 1999 se sorteó el primer cupón de la ONCE con un motivo alcalaíno, en concreto aparecen representados seis gigantes de la comparsa cervantina: Don Quijote, Sancho Panza, Dulcinea, el Bachiller y los Duques. De fondo se muestra el Torreón del Tenorio. Su precio era de 200 pesetas.
- 2003: moneda de Miguel de Cervantes

La primera moneda de curso legal en España (sin contar las conmemorativas) con la imagen de un alcalaíno es de 2003. Son tres monedas de 10, 20 y 50 céntimos, en cuyo reverso aparece el busto de Cervantes, junto con su nombre y una pluma alusiva a su condición de escritor. Fueron acuñadas por la Fábrica Nacional de Moneda y Timbre.
- 2021: cupón Complutense

En el cupón de la ONCE correspondiente al 3 de octubre de 2021, está dedicado al gentilicio "complutense", con el título "Somos Complutenses", dentro de la serie destinada a “gentilicios curiosos”. Va ilustrado con una vista panorámica de la plaza de Cervantes en la que se observa la estatua de Miguel de Cervantes, el kiosco, la Capilla del Oidor, la torre de Santa María y un torreón del Colegio de Málaga. Su valor facial es de 2 euros.

## Orfebrería y ebanistería
- Orfebrería: Museo Cisneriano, Museo de la Catedral[127]

- Siglo XVI: Bastón del Cardenal Cisneros

Anónimo. Caña común, con pirograbados. Alto:138 cm.; diámetro con abrazaderas: 37 mm. Madrid. Museo Arqueológico Nacional
- Primer cuarto del siglo XVI: Cáliz

Anónimo complutense. Plata sobredorada, fundida, cincelada y grabada. 21,7 x 13,2 x 8,4 cm. Escudo sobre uno de los lóbulos del pie: cuartelado en sotuer, con tres bandas y cuatro panelas alternando en los cuatro cuarteles. Catedral-Magistral
- Último tercio del siglo XVI: Arqueta

¿Anónimo castellano? Plata relevada y fundida; armazón y molduras de madera de peral pintada de negro. 38 cm de altura, 59 x 32 cm de base. Catedral-Magistral
- 1602: Mazas Ceremoniales del Ayuntamiento.

Simbolizan el poder del alcalde, que tiene el privilegio de ser acompañado por dos maceros desde cuando Alcalá de Henares era villa, y se amplió a cuatro desde 1687, cuando Carlos III concedió el título de ciudad. Las dos mazas más antiguas son de 1602, elaboradas por el platero Gabriel de Ceballos, y la otra pareja de mazas son de 1743, labradas por Mateo Pérez. Son magníficos ejemplos de platería civil y de un gran valor simbólico. Se utilizan en actos muy destacados para la ciudad, como son la entrega del Premio Miguel de Cervantes (23 de abril), las fiestas de la Virgen del Val (tercer domingo de septiembre) y el aniversario del nacimiento de Miguel de Cervantes (9 de octubre). Además, los maceros municipales van engalanados con unos trajes diseñados por Manuel Laredo a finales del siglo XIX.
- Despacho de Francisco Largo Caballero en los Archivos del Movimiento Obrero

## Paños y telas
- 1622-1655: Repostero-baladaquino del I Marqués de Bedmar

Paño que presenta las armas de Alonso II de la Cueva y Benavides (I Marqués de Bedmar) en su etapa como obispo. Este repostero fue restaurado en 2018 por la Real Fábrica de Tapices para el Ayuntamiento de Alcalá de Henares, situándolo en la sala de juntas.
- 1691: Repostero con el escudo de la ciudad

Paño en terciopelo de seda, cuadrangular (220 x 230cm) con el emblema heráldico de Alcalá de Henares, enmarcado con decoración de estilo barroco y timbrado con corona abierta o de infantes de Castilla. Restaurado en 2017 y ubicado en la planta noble del Ayuntamiento.

## Periódicos

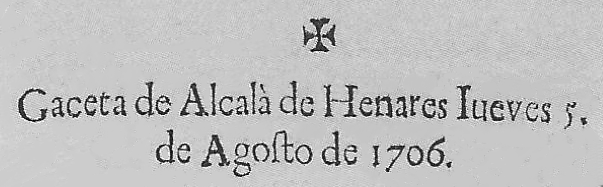
Cabecera de la "Gaceta de Alcalá de Henares" (05-08-1706).

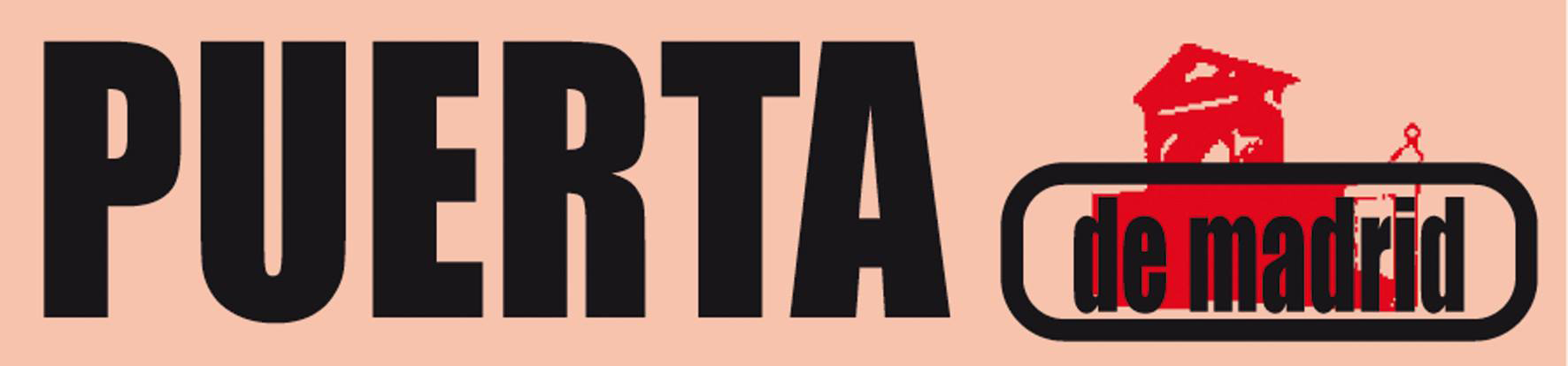
Cabecera del semanario Puerta de Madrid.

- 1494: Protoperiodismo por Pedro Mártir de Anglería

Entre el 20 de octubre de 1494 y el 15 de mayo de 1503 Pedro Mártir de Anglería publicó 32 cartas, datadas en Alcalá de Henares, dirigidas a diferentes personajes de la época. Su formato inicial fue de manuscritos en latín. Posteriormente se publicaron agrupadas sus 813 cartas en forma de colección (Opus epistolarum) por Miguel de Eguía, en 1530.
- 1706: Gaceta de Alcalá de Henares

El 5 de agosto de 1706 se publicó la "Gaceta de Alcalá de Henares", con noticias militares. Fue impreso por Julián García Briones. Se la considera como el primer periódico publicado en la ciudad complutense.
- 1879: Primer diario de Alcalá

El primer diario publicado en Alcalá de Henares fue "La Correspondencia de Alcalá", de 1879
- 1911: Primer periódico con fotografías

"La Voz de Alcalá", en 1911, fue el primer periódico en publicar fotografías de actualidad.
- 1968: Puerta de Madrid

El semanario Puerta de Madrid es actualmente el decano de la prensa local de toda la Comunidad de Madrid. Lo fundó Sandalio San Román Hernández el 22 de diciembre de 1968 y ostenta la singularidad de ser el más longevo en la historia de Alcalá de Henares.